# Lijst van verdragen
Hieronder volgt een lijst van verdragen, in bredere zin een lijst met (vredes)verdragen, edicten, traktaten, conventies, handelsverdragen etc.

## Oudheid
| Jaar            | Verdrag                           | Inhoud |
| --------------- | --------------------------------- | --- |
| ca. 1283 v.Chr. | Verdrag van Kadesh                | Vredesverdrag tussen Egypte en het Hettitische Rijk na de Slag bij Kadesh                                 |
| ca. 493 v.Chr.  | Foedus Cassianum                  | Beëindigt de oorlog tussen de Romeinse Republiek en de Latijnse Liga                                      |
| ca. 449 v.Chr.  | Vrede van Callias                 | Beëindigt de Tweede Perzische Oorlog                                                                      |
| 445 v.Chr.      | Dertigjarige Vrede                | Beëindigt de Eerste Peloponnesische Oorlog tussen Athene en Sparta                                        |
| 421 v.Chr.      | Vrede van Nicias                  | Wapenstilstand tussen Athene en Sparta gedurende de tweede fase van de Peloponnesische Oorlog             |
| 387 v.Chr.      | Koningsvrede                      | Beëindigt de Korinthische Oorlog                                                                          |
| 241 v.Chr.      | Vrede van Lutatius                | Beëindigt de Eerste Punische Oorlog                                                                       |
| 226 v.Chr.      | Verdrag van de Ebro               | De Ebro wordt de grens tussen de Romeinse Republiek en Carthago                                           |
| 205 v.Chr.      | Vrede van Phoenike                | Beëindigt de Eerste Macedonische Oorlog                                                                   |
| 196 v.Chr.      | Vrede van Tempe                   | Beëindigt de Tweede Macedonische Oorlog                                                                   |
| 188 v.Chr.      | Verdrag van Apamea                | Beëindigt de gevechten tussen de Romeinse Republiek en Antiochus III van het Seleucidische Rijk           |
| 85 v.Chr.       | Vrede van Dardanos                | Beëindigt de Eerste Mithridatische Oorlog                                                                 |
| 41              | Edict van Caesar                  | Reeks wetten van Claudius die grafschennis streng aanpakken                                               |
| 260             | Edict van Gallienus               | Edict dat christenen gedurende 40 jaar zou tolereren opdat de Kerk zich zou kunnen organiseren            |
| 299             | Vrede van Nisibis                 | Beëindigt de Romeins-Sassanidische Oorlogen                                                               |
| 301             | Edictum de pretiis rerum venalium | Edict van Diocletianus dat de inflatie moet bestrijden door maximumprijzen op bepaalde goederen te zetten |
| 311             | Edict van Nicomedia               | Stopt de christenvervolging in het Romeinse Rijk ( gelijkend op Edict van Milaan)                         |
| 313             | Edict van Milaan                  | Regelt de godsdienstvrijheid binnen het Romeinse Rijk en maakte een einde aan de christenvervolgingen     |
| ca. 387         | Verdrag van Acilisene             | Verdeelt Armenië tussen het Oost-Romeinse Rijk en Perzische Rijk                                          |

## 6e eeuw
| Jaar | Verdrag               | Inhoud                                                     |
| ---- | --------------------- | ---------------------------------------------------------- |
| 532  | Eeuwige Vrede van 532 | Vredesverdrag tussen het Byzantijnse Rijk en de Sassaniden |
| 587  | Verdrag van Andelot   | Regelt opvolging van Childebert II in het Frankische Rijk  |

## 7e eeuw
| Jaar | Verdrag                | Inhoud                                                                                        |
| ---- | ---------------------- | --------------------------------------------------------------------------------------------- |
| 614  | Edictum Chlotharii     | Legt de staatsverhoudingen binnen het Frankische Rijk vast                                    |
| 628  | Verdrag van Hoedaibiya | Vredesverdrag tussen de staat Medina en de volksstam Qoeraisj                                 |
| 651  | Bakt                   | Vredesverdrag tussen het christelijke koninkrijk Makuria en de islamitische leiders in Egypte |

## 8e eeuw
| Jaar | Verdrag              | Inhoud                                                             |
| ---- | -------------------- | ------------------------------------------------------------------ |
| 713  | Verdrag van Orihuela | De Moren erkennen de christelijke bewoners van Orihuela als dhimmi |
| 716  | Verdrag van 716      | Regelt de grens tussen het Byzantijnse Rijk en Bulgarije           |

## 9e eeuw
| Jaar    | Verdrag              | Inhoud |
| ------- | -------------------- | --- |
| 803     | Pax Nicephori        | Karel de Grote erkent Venetië als Byzantijns grondgebied                                                                        |
| 811     | Verdrag van Heiligen | Getekend door koning Hemming van Denemarken en Karel de Grote; regelt dat de Eider de zuidgrens van Denemarken werd             |
| 836     | Pactum Sicardi       | Verdrag tussen Sorrento, Napels en Amalfi en Benevento                                                                          |
| 842     | Eed van Straatsburg  | Alliantie tussen Lodewijk de Duitser en Karel de Kale tegen hun (half)broer en keizer Lotharius I                               |
| 843     | Verdrag van Verdun   | Regelt de verdeling van het Karolingische Rijk                                                                                  |
| 864     | Edict van Pîtres     | Uitgevaardigd door Karel de Kale om aanvallen van de Vikingen tegen te gaan en sociale en monetaire hervormingen door te voeren |
| 855     | Verdrag van Prüm     | Verdeling van het Karolingische Middenrijk tussen de zonen van Lotharius I                                                      |
| 870     | Verdrag van Meerssen | Regelt de verdeling van Karolingische Middenrijk tussen West- en Oost-Francië                                                   |
| ca. 878 | Vrede van Wedmore    | Regelt de grenzen tussen Wessex en East Anglia                                                                                  |
| 880     | Verdrag van Ribemont | Maakt een einde aan de delingen van het Frankische Rijk                                                                         |

## 10e eeuw
| Jaar | Verdrag                          | Inhoud                                                                          |
| ---- | -------------------------------- | ------------------------------------------------------------------------------- |
| 907  | Kievs-Byzantijns Verdrag         | Regelt de status van Kievse handelaren in Constantinopel                        |
| 911  | Kievs-Byzantijns Verdrag         | Getekend door het Byzantijnse Rijk en het Kievse Rijk                           |
| 911  | Verdrag van Saint-Clair-sur-Epte | Karel de Eenvoudige geeft Noormannenleider Rollo de heerschappij over Normandië |
| 921  | Verdrag van Bonn                 | West- en Oost-Francië erkennen elkaar                                           |
| 945  | Kievs-Byzantijns Verdrag         | Getekend door het Byzantijnse Rijk en het Kievse Rijk                           |

## 11e eeuw
| Jaar | Verdrag              | Inhoud                                                                                  |
| ---- | -------------------- | --------------------------------------------------------------------------------------- |
| 1004 | Verdrag van Shanyuan | Verdrag tussen de Song- en Liao-dynastie                                                |
| 1018 | Vrede van Bautzen    | Maakt een einde aan de vijandigheden tussen keizer Hendrik II en Bolesław I van Polen   |
| 1059 | Vrede van Melfi      | Paus Nicolaas II erkent de heerschappij van de Normandiërs in Zuid-Italië               |
| 1080 | Verdrag van Ceprano  | Bondgenootschap tussen paus Gregorius VII en Robert Guiscard                            |
| 1091 | Verdrag van Caen     | Beëindigt de rivaliteit tussen Willem II van Engeland and Robert Curthose van Normandië |

## 12e eeuw
| Jaar | Verdrag                 | Inhoud |
| ---- | ----------------------- | --- |
| 1101 | Verdrag van Alton       | Robert Curthose erkent Hendrik I als koning van Engeland |
| 1108 | Verdrag van Devol       | Getekend door Bohemund I van Antiochië en keizer Alexios I Komnenos, waarbij Antiochië een vazalstaat van het Byzantijnse Rijk wordt                                                   |
| 1122 | Concordaat van Worms    | Getekend door paus Calixtus II en keizer Hendrik V |
| 1123 | Pactum Warmundi         | Bondgenootschap tussen het koninkrijk Jeruzalem en de republiek Venetië |
| 1139 | Verdrag van Mignano     | Paus Innocentius II erkent Rogier II als koning van Sicilië |
| 1141 | Verdrag van Shaoxing    | Beëindigt de oorlog tussen de Jin- en Song-dynastie |
| 1143 | Verdrag van Zamora      | Castilië en León erkennen de Portugese onafhankelijkheid |
| 1151 | Verdrag van Tudilén     | De graaf van Barcelona erkent de veroveringen van Aragon ten zuiden van de Júcar en de toekomstige veroveringen richting Murcia                                                        |
| 1153 | Verdrag van Wallingford | Beëindigde de Engelse burgeroorlog tussen keizerin Mathilde en Stefanus van Engeland                                                                                                   |
| 1153 | Verdrag van Konstanz    | Bondgenootschap tussen keizer Frederik I Barbarossa en paus Eugenius III over de verdediging van Italië tegen keizer Manuel I Komnenos                                                 |
| 1156 | Verdrag van Benevento   | Paus Adrianus IV erkent de heerschappij van Willem I van Sicilië over zuidelijk Italië                                                                                                 |
| 1167 | Verdrag van Brugge      | Vlaamse kooplui in Holland krijgen handelsrechten in Zeeland |
| 1169 | Verdrag van Montmirail  | Een hommage aan de Franse koning vanwege het Huis Plantagenet |
| 1170 | Verdrag van Sahagún     | Getekend door Alfons VIII van Castilië en Alfons I van Portugal |
| 1175 | Verdrag van Windsor     | Verdrag door Hendrik II van Engeland en de laatste hoge koning van Ierland, Rory O'Connor tijdens de Normandische invasie in Ierland; Ierland wordt schatplichtig aan de Engelse kroon |
| 1177 | Vrede van Venetië       | Getekend door de Lombardische Liga en Sicilië en de Pauselijke Staat en keizer Frederik I                                                                                              |
| 1179 | Verdrag van Cazola      | Bepaalt de verdeling van het veroverde gebied in Andalusië tussen Castilië en Aragón                                                                                                   |
| 1179 | Verdrag van Ribemont    | Verdeelt hertogdom Lotharingen tussen Simon II en Ferry I |
| 1183 | Vrede van Konstanz      | Getekend door de Lombardische Liga en keizer Frederik I; bevestiging van de Vrede van Venetië                                                                                          |
| 1192 | Verdrag van Ramla       | Beëindigt de Derde Kruistocht |
| 1199 | Vrede van Péronne       | Bethune komt weer in handen van Vlaanderen |

## 13e eeuw
| Jaar | Verdrag                            | Inhoud |
| ---- | ---------------------------------- | --- |
| 1200 | Verdrag van Le Goulet              | Getekend door Jan van Engeland en Filips II van Frankrijk; de Engelse gebieden in Frankrijk komen grotendeels onder soevereiniteit van Filips II |
| 1209 | Verdrag van Spiers                 | Keizer Otto IV verwerpt het Concordaat van Worms                                                                                                 |
| 1212 | Gouden Bul van Sicilië             | Bepaalt de rechten en plichten van de Boheemse vorsten                                                                                           |
| 1217 | Verdrag van Lambeth                | Getekend door prins Lodewijk van Frankrijk en Willem de Maarschalk, namens Hendrik III van Engeland                                              |
| 1220 | Verdrag met de Prinsen van de Kerk | Getekend door Frederik II en de Duitse bisschoppen                                                                                               |
| 1222 | Gouden Bul van Hongarije           | Andreas II van Hongarije legt de allang bestaande machtsverhouding tussen de Hongaarse adel en de troon vast                                     |
| 1226 | Vrede van Melun                    | Verplicht Vlaanderen trouw te zweren aan de Franse kroon                                                                                         |
| 1226 | Gouden Bul van Rimini              | Bevestigt het bezit van Kulmerland door de Duitse Orde                                                                                           |
| 1229 | Verdrag van Meaux                  | Beëindigt de Albigenzische Kruistochten |
| 1230 | Verdrag van San Germano            | Keizer Frederik II trekt zijn troepen terug uit de Pauselijke Staat                                                                              |
| 1230 | Verdrag van Ceprano                | Keizer Frederik II belooft de grenzen van de Pauselijke Staat te respecteren en paus Gregorius IX heft de excommunicatie van de keizer op        |
| 1230 | Verdrag van Kruszwica              | Koenraad van Mazovië staat Kulmerland af aan de Duitse Orde                                                                                      |
| 1234 | Gouden Bul van Rieti               | Kulmerland wordt erkend als pauselijk leen |
| 1236 | Verdrag van Kremmen                | Hertogdom Pommeren erkent de leenhoogheid van Brandenburg                                                                                        |
| 1237 | Verdrag van York                   | Legt de grens tussen Engeland en Schotland vast                                                                                                  |
| 1244 | Verdrag van Almizra                | Legt de grenzen van het Koninkrijk Valencia vast                                                                                                 |
| 1244 | Verdrag van Xàtiva                 | De Spaanse Moren mogen het kasteel van Xàtiva nog twee jaar bezet houden                                                                         |
| 1245 | Verdrag van Al Azraq               | Getekend door Jacobus I van Aragón en Mohammad Abu Abdallah Ben Hudzail al Sahuir                                                                |
| 1258 | Verdrag van Corbeil                | Legt de grens tussen Frankrijk en Aragón vast |
| 1259 | Verdrag van Parijs                 | Getekend door Lodewijk IX van Frankrijk en Hendrik III van Engeland                                                                              |
| 1262 | Oude Convenant                     | Unie tussen Noorwegen en IJsland |
| 1265 | Verdrag van Pipton                 | Bondgenootschap tussen Simon van Montfort en Llywelyn van Wales                                                                                  |
| 1266 | Edict van Kenilworth               | Beëindigt de vijandigheden tussen de troepen van Simon van Montfort en Hendrik III van Engeland                                                  |
| 1266 | Verdrag van Perth                  | Noorwegen erkent de soevereiniteit van Schotland over de Hebriden en Man                                                                         |
| 1267 | Verdrag van Badajoz                | De Guadiana wordt de grens tussen Castilië en Portugal                                                                                           |
| 1267 | Verdrag van Montgomery             | Hendrik III van Engeland erkent Llywelyn ap Gruffydd als Prins van Wales                                                                         |
| 1267 | Verdrag van Viterbo                | Boudewijn II van Namen draagt de rechten van het Latijnse Keizerrijk over aan Karel van Anjou                                                    |
| 1271 | Vrede van Bratislava               | Beëindigt de oorlog tussen Bohemen en Hongarije                                                                                                  |
| 1277 | Verdrag van Aberconwy              | Getekend tussen Eduard I van Engeland en Llywelyn ap Gruffydd van Wales                                                                          |
| 1281 | Verdrag van Orvieto                | Getekend door Karel van Anjou, Giovanni Dandolo en Filips van Courtenay                                                                          |
| 1283 | Verdrag van Rheinfelden            | Het eerste Habsburgse huisverdrag |
| 1291 | Verdrag van Tarascon               | Beëindigt de Aragonese Kruistocht |
| 1291 | Bondsbrief van 1291                | De oerkantons zweren onafhankelijkheid en elkaar militair bij te staan                                                                           |
| 1295 | Auld Alliance                      | Bondgenootschap tussen Schotland en Frankrijk |
| 1295 | Verdrag van Anagni                 | Bevestigt het Verdrag van Tarascon |
| 1297 | Verdrag van Alcañices              | Bepaalt het verloop van de grens tussen Portugal en Castilië                                                                                     |

## 14e eeuw
| Jaar | Verdrag                           | Inhoud                                                                                               |
| ---- | --------------------------------- | --- |
| 1301 | Verdrag van Brugge                | Het graafschap Bar werd verdeeld tussen Frankrijk en het Heilige Roomse Rijk                         |
| 1302 | Vrede van Caltabellotta           | Beëindigt de Siciliaanse Vespers                                                                     |
| 1303 | Verdrag van Parijs                | Gascogne wordt door Frankrijk aan Engeland teruggegeven tijdens de Honderdjarige Oorlog              |
| 1304 | Verdrag van Torrellas             | Verdeling van Murcia tussen Castilië en Aragón                                                       |
| 1305 | Verdrag van Athis-sur-Orge        | Frankrijk verkrijgt de steden Rijsel, Dowaai en Bethune en Vlaanderen blijft onafhankelijk           |
| 1305 | Verdrag van Elche                 | Aanpassing van het Verdrag van Torrellas, waarbij Cartagena aan Castilië komt                        |
| 1309 | Verdrag van Soldin                | Waldemar van Brandenburg staat de Pommerellen en Dantzig voor 10.000 mark af aan de Duitse Orde      |
| 1317 | Verdrag van Templin               | De Askaniërs staan Schlawe en Stolp af aan Pommeren                                                  |
| 1323 | Verdrag van Nöteborg              | Legt de grens tussen Zweden en Novgorod vast                                                         |
| 1323 | Vrede van Parijs                  | Lodewijk II van Nevers doet afstand van zijn leenrechten op Zeeland                                  |
| 1326 | Verdrag van Corbeil               | Bevestiging van de Auld Alliance tussen Frankrijk en Schotland                                       |
| 1326 | Verdrag van Novgorod              | Legt de grens tussen Noorwegen en Novgorod vast                                                      |
| 1328 | Verdrag van Edinburgh-Northampton | Engeland erkent Schotland als onafhankelijke staat                                                   |
| 1329 | Verdrag van Pavia                 | Huisverdrag van het Huis Wittelsbach                                                                 |
| 1343 | Vrede van Kalisz                  | Beëindigt de Pools-Teutoonse Oorlog                                                                  |
| 1354 | Verdrag van Stralsund             | Regelt de grens tussen Mecklenburg en Pommeren                                                       |
| 1354 | Verdrag van Mantes                | Eerste vrede tussen Karel II van Navarra en Jan II van Frankrijk                                     |
| 1355 | Verdrag van Valognes              | Tweede vrede tussen Karel II van Navarra en Jan II van Frankrijk                                     |
| 1355 | Verdrag van Parijs                | Gex wordt geannexeerd door Savoye                                                                    |
| 1358 | Verdrag van Zara                  | Venetië verliest zijn invloed over de Dalmatische kust                                               |
| 1359 | Verdrag van Londen                | West-Frankrijk wordt afgestaan aan Engeland                                                          |
| 1360 | Verdrag van Brétigny              | Beëindigt de eerste fase van de Honderdjarige Oorlog                                                 |
| 1370 | Verdrag van Stralsund             | Beëindigt de oorlog tussen de Hanze en Denemarken                                                    |
| 1373 | Anglo-Portugees verdrag           | Getekend door Eduard III van Engeland en Ferdinand I en Eleonora van Portugal                        |
| 1379 | Verdrag van Neuberg               | Verdeling van de Habsburgse landen tussen Albrecht III en Leopold III van Oostenrijk                 |
| 1380 | Verdrag van Dovydiškės            | Geheim verdrag tussen Wladislaus II Jagiello van Polen en de Duitse Orde tegen Kęstutis van Litouwen |
| 1385 | Unie van Krevo                    | Regelt de vereniging van Polen en Litouwen                                                           |
| 1386 | Verdrag van Windsor               | Herziening van het Anglo-Portugees verdrag; het oudste verdrag dat tot op heden van kracht is        |
| 1390 | Verdrag van Königsberg            | Bondgenootschap tussen Vytautas van Litouwen en de Duitse Orde                                       |
| 1397 | Verdrag van Kalmar                | Regelt de Unie van Kalmar                                                                            |

## 15e eeuw
| Jaar | Verdrag                      | Inhoud |
| ---- | ---------------------------- | --- |
| 1401 | Pact van Vilnius en Radom    | Bekrachtigt de Unie van Krevo |
| 1409 | Calfvel                      | Beperkt de macht van de Brugse ambachten                                                                                          |
| 1411 | Eerste Vrede van Thorn       | Beëindigt de Pools-Litouwse-Teutoonse Oorlog                                                                                      |
| 1412 | Verdrag van Lubowla          | Getekend door Wladislaus II Jagiello van Polen en Sigismund van Luxemburg                                                         |
| 1413 | Unie van Horodło             | Bevestigt de Unie van Krevo en het Pact van Vilnius en Radom                                                                      |
| 1420 | Verdrag van Troyes           | Poging tot vereniging van de Franse en Engelse kroon                                                                              |
| 1422 | Verdrag van Melno            | Beëindigt de Goluboorlog tussen Polen-Litouwen en de Duitse Orde                                                                  |
| 1424 | Edict van Wieluń             | Verbiedt de Hussieten hun godsdienst uit te oefenen in Polen                                                                      |
| 1428 | Zoen van Delft               | Voorlopige beëindiging van de Hoekse en Kabeljauwse twisten                                                                       |
| 1431 | Verdrag van Medina del Campo | Vrede tussen Portugal en Castilië                                                                                                 |
| 1432 | Unie van Grodno              | Bevestigt het Pact van Vilnius en Radom                                                                                           |
| 1433 | Bestand van Łęczyca          | Wapenstilstand in de Pools-Teutoonse Oorlog                                                                                       |
| 1435 | Vrede van Atrecht            | Getekend door Filips van Bourgondië en Karel VII van Frankrijk                                                                    |
| 1435 | Vrede van Brześć Kujawski    | Beëindigt de Pools-Teutoonse Oorlog                                                                                               |
| 1441 | Vrede van Kopenhagen         | Beëindigt de Hollands-Wendische Oorlog                                                                                            |
| 1443 | Verdrag van Gyehae           | Verdrag tussen de Korea and Japan; staat handel toe tussen Tsusjima en Koreaanse havens                                           |
| 1444 | Vrede van Szeged             | Vrede tussen Hongarije en het Ottomaanse Rijk                                                                                     |
| 1454 | Vrede van Lodi               | Vrede tussen Milaan, Florence en Venetië                                                                                          |
| 1456 | Verdrag van Jazjelbitsy      | Verdrag tussen Vasili II van Moskou en Novgorod                                                                                   |
| 1460 | Verdrag van Ribe             | Regelt de vereniging van Sleeswijk en Holstein onder de Deense koning Christiaan I                                                |
| 1461 | Verdrag van Westminster      | Verdeelt Schotland tussen Eduard IV van Engeland en de graaf van Douglas                                                          |
| 1465 | Vrede van Conflans           | Maakte een einde aan de Ligue du Bien Public                                                                                      |
| 1466 | Tweede Vrede van Thorn       | Beëindigt de Dertienjarige Oorlog tussen Polen en de Duitse Orde                                                                  |
| 1466 | Verdrag van Soldin           | Pommeren komt onder leenhoogheid van Brandenburg                                                                                  |
| 1468 | Verdrag van Péronne          | Getekend door Karel I van Bourgondië en Lodewijk XI van Frankrijk                                                                 |
| 1474 | Vrede van Utrecht            | Beëindigt jarenlange handelsoorlogen in Noordwest-Europa                                                                          |
| 1475 | Verdrag van Picquigny        | Lodewijk XI van Frankrijk betaalt Eduard IV van Engeland om zijn bondgenootschap met Karel I van Bourgondië op te zeggen          |
| 1478 | Verdrag van Brno             | Verdeelt Bohemen tussen Wladislaus II van Hongarije en Matthias Corvinus                                                          |
| 1479 | Vrede van Olomouc            | Ratificatie het Verdrag van Brno                                                                                                  |
| 1479 | Verdrag van Alcáçovas        | Beëindigt de Castiliaanse Successieoorlog                                                                                         |
| 1479 | Verdrag van Constantinopel   | Beëindigt de Ottomaans-Venetiaanse Oorlog                                                                                         |
| 1482 | Vrede van Atrecht            | Getekend door Lodewijk XI van Frankrijk en Maximiliaan van Oostenrijk                                                             |
| 1482 | Verdrag van Münsingen        | Graaf Everhard V herenigt Württemberg en verklaart het land ondeelbaar                                                            |
| 1484 | Vrede van Bagnolo            | Beëindigt de Zoutoorlog tussen Ercole I d'Este van Ferrara en paus Sixtus IV                                                      |
| 1485 | Deling van Leipzig           | Deling van Saksen in een Albertijns hertogdom Ernestijns keurvorstendom Saksen                                                    |
| 1488 | Verdrag van Sablé            | Hertog Frans I van Bretagne wordt een vazal van de Franse koning Karel VIII van Frankrijk                                         |
| 1489 | Verdrag van Medina del Campo | Huwelijksverdrag tussen Arthur Tudor en Catharina van Aragon                                                                      |
| 1489 | Verdrag van Frankfurt        | Getekend door Maximiliaan van Oostenrijk en de ambassadeurs van Karel VIII van Frankrijk                                          |
| 1489 | Verdrag van Dordrecht        | Alliantie tussen Maximiliaan van Oostenrijk en Hendrik VII van Engeland                                                           |
| 1491 | Vrede van Bratislava         | Regelt de successie in Oostenrijk en Hongarije                                                                                    |
| 1491 | Verdrag van Granada          | Het Moorse koninkrijk Granada komt aan het katholieke Spanje                                                                      |
| 1492 | Vrede van Étaples            | Getekend door Karel VIII van Frankrijk en Hendrik VII van Engeland                                                                |
| 1493 | Verdrag van Barcelona        | Frankrijk staat Rousillon en Cerdanya af aan Castilië in ruil voor neutraliteit in de Italiaanse Oorlogen                         |
| 1493 | Vrede van Senlis             | Lodewijk XI van Frankrijk staat Picardië en Bourgondië af aan Maximiliaan van Oostenrijk in ruil voor Artesië en de Franche-Comté |
| 1493 | Verdrag van Pyrzycze         | Getekend door Johan Vicero van Brandenburg en Bogislaw X van Pommeren; regelt de opvolging in Hertogdom Pommeren                  |
| 1494 | Verdrag van Tordesillas      | Verdeelt de Nieuwe Wereld tussen Castilië (=Spanje) en Portugal                                                                   |
| 1496 | Magnus Intercursus           | Maakt een einde aan een aantal handelsoorlogen tussen Engeland en de Nederlanden                                                  |
| 1499 | Vrede van Bazel              | Beëindigt de Zwabische Oorlog |

## 16e eeuw
| Jaar | Verdrag                         | Inhoud |
| ---- | ------------------------------- | --- |
| 1500 | Verdrag van Granada             | Ferdinand II van Aragon erkent de Franse claim op Napels                                                                                         |
| 1501 | Verdrag van Trente              | Oostenrijk erkent alle Franse veroveringen in Noord-Italië                                                                                       |
| 1502 | Verdrag van de Eeuwige Vrede    | Beëindigt een periode van ruim 200 jaar vijandelijkheden tussen Engeland en Schotland; opgeschort in 1513                                        |
| 1504 | Verdrag van Blois               | Getekend door Lodewijk XII van Frankrijk en Filips van Oostenrijk                                                                                |
| 1504 | Verdrag van Lyon                | Lodewijk XII van Frankrijk staat Napels af aan Ferdinand II van Aragon                                                                           |
| 1508 | Verdrag van Kamerijk            | Alliantie tussen Lodewijk XII van Frankrijk, keizer Maximiliaan I, Ferdinand II van Aragon en paus Julius II, gericht tegen de republiek Venetië |
| 1511 | Verdrag van Westminster         | Alliantieverdrag tussen Hendrik VIII van Engeland en Ferdinand II van Aragon tegen Frankrijk                                                     |
| 1516 | Vrede van Noyon                 | Verdeelt Italië tussen Frankrijk en Spanje |
| 1517 | Verdrag van Rouen               | Vernieuwing van de Auld Alliance |
| 1517 | Verdrag van Brussel             | Beëindigt de Oorlog van de Liga van Kamerijk |
| 1518 | Verdrag van Londen              | Non-agressiepact tussen Frankrijk, Engeland, het Heilige Roomse Rijk, de Pauselijke Staat, Spanje, Bourgondië en de Nederlanden                  |
| 1522 | Verdrag van Windsor             | Getekend door Karel V en Hendrik VIII van Engeland                                                                                               |
| 1524 | Verdrag van Malmö               | Beëindigt de Zweedse Onafhankelijkheidsoorlog |
| 1526 | Verdrag van Hampton Court       | Vrede tussen Frankrijk en Koninkrijk Engeland |
| 1526 | Vrede van Madrid                | Getekend door Karel V en Frans I van Frankrijk                                                                                                   |
| 1527 | Verdrag van Westminster         | Alliantieverdrag tussen Hendrik VIII van Engeland en Frans I van Frankrijk tegen Karel V                                                         |
| 1528 | Verdrag van Gorinchem           | Karel van Gelre erkent Karel V als opvolger en erfgenaam                                                                                         |
| 1529 | Damesvrede van Kamerijk         | Bevestigt de Vrede van Madrid |
| 1529 | Verdrag van Zaragoza            | Verdeelt het oostelijk halfrond tussen Spanje en Portugal                                                                                        |
| 1529 | Verdrag van Grimnitz            | Bevestigt het Verdrag van Pyrzycze |
| 1538 | Verdrag van Nagyvárad           | Johan Zápolya wordt erkend als koning van Hongarije                                                                                              |
| 1541 | Verdrag van Brömsebro           | Alliantieverdrag tussen Denemarken en Zweden |
| 1543 | Verdrag van Greenwich           | Poging van Hendrik VIII van Engeland om Engeland en Schotland te verenigen                                                                       |
| 1543 | Verdrag van Venlo               | Beëindigt de Gelderse Oorlogen en de zelfstandigheid van het hertogdom Gelre                                                                     |
| 1544 | Vrede van Spiers                | Beëindigt de Deense Successieoorlogen |
| 1544 | Vrede van Crépy                 | Getekend door Frans I van Frankrijk en Karel V                                                                                                   |
| 1548 | Verdrag van Augsburg            | De Habsburgse Nederlanden worden een staatkundig geheel                                                                                          |
| 1549 | Pragmatieke Sanctie (1549)      | Karel V beslist dat de Zeventien Provinciën steeds als één en ondeelbaar geheel overgeërfd zouden worden                                         |
| 1551 | Verdrag van Weißenburg          | Erkent Ferdinand van Oostenrijk als koning van Hongarije en Transsylvanië                                                                        |
| 1552 | Verdrag van Passau              | Karel V waarborgt de godsdienstvrijheid van de lutheranen                                                                                        |
| 1552 | Verdrag van Chambord            | Maurits van Saksen staat Toul, Verdun en Metz af aan Hendrik II van Frankrijk                                                                    |
| 1555 | Godsdienstvrede van Augsburg    | Regelt de godsdienstvrijheid voor lutheranen binnen het Heilige Roomse Rijk (cuius regio, eius religio)                                          |
| 1555 | Vrede van Amasya                | Beëindigt de oorlog tussen het Safawiedenrijk en het Ottomaanse Rijk                                                                             |
| 1556 | Verdrag van Vaucelles           | Hendrik II van Frankrijk staat Franche-Comté af aan Filips II van Spanje                                                                         |
| 1559 | Vrede van Cateau-Cambrésis      | Beëindigt de Italiaanse Oorlogen |
| 1560 | Verdrag van Edinburgh           | Poging van het Schotse parlement om de Auld Alliance te beëindigen                                                                               |
| 1562 | Edict van Saint-Germain         | Catharina de' Medici staat beperkte godsdienstvrijheid toe aan de hugenoten                                                                      |
| 1562 | Verdrag van Hampton Court       | Militair en economisch bondgenootschap tussen Elizabeth I van Engeland en hugenotenleider Lodewijk I van Bourbon-Condé                           |
| 1563 | Edict van Amboise               | Beëindigt de eerste fase van de Hugenotenoorlogen                                                                                                |
| 1568 | Vrede van Longjumeau            | Beëindigt de tweede fase van de Hugenotenoorlogen; bevestigt het Edict van Amboise                                                               |
| 1569 | Unie van Lublin                 | Regelt de vereniging van Polen en Litouwen in het Pools-Litouwse Gemenebest                                                                      |
| 1570 | Vrede van Stettin               | Beëindigt de Driekronenoorlog |
| 1570 | Vrede van Saint-Germain-en-Laye | Beëindigt de derde fase van de Hugenotenoorlogen                                                                                                 |
| 1572 | Verdrag van Blois               | Alliantieverdrag tussen Koninkrijk Engeland en Frankrijk tegen Spanje                                                                            |
| 1573 | Edict van Boulogne              | Beëindigt de vierde fase van de Hugenotenoorlogen                                                                                                |
| 1576 | Edict van Beaulieu              | Beëindigt de vijfde fase van de Hugenotenoorlogen                                                                                                |
| 1576 | Pacificatie van Gent            | De Nederlanden verenigen zich in hun verzet tegen Spanje                                                                                         |
| 1577 | Eerste Unie van Brussel         | Poging van de Staten-Generaal om Juan van Oostenrijk te dwingen de Pacificatie van Gent te laten aanvaarden                                      |
| 1577 | Eeuwig Edict                    | Getekend door Juan van Oostenrijk en de Staten-Generaal; de Spaanse troepen moeten de Nederlanden verlaten                                       |
| 1577 | Verdrag van Bergerac            | Beëindigt de zesde fase van de Hugenotenoorlogen                                                                                                 |
| 1577 | Tweede Unie van Brussel         | Herbevestiging van de Pacificatie van Gent, waarbij protestanten en katholieken gelijke bescherming kregen                                       |
| 1579 | Unie van Atrecht                | Artesië, Kamerijk, Henegouwen en Romaans-Vlaanderen verklaren zich trouw aan Filips II van Spanje                                                |
| 1579 | Unie van Utrecht                | Vereniging van de Noordelijke Nederlanden, tegenhanger van de Unie van Atrecht                                                                   |
| 1579 | Traktaat van Atrecht            | Bevestiging van de Unie van Atrecht |
| 1580 | Verdrag van Fleix               | Beëindigt de zevende fase van de Hugenotenoorlogen                                                                                               |
| 1580 | Verdrag van Plessis-lès-Tours   | De Staten-Generaal van de Nederlanden stellen Frans van Anjou aan als soeverein vorst                                                            |
| 1581 | Plakkaat van Verlatinghe        | De gewesten van de Unie van Utrecht zweren Filips II van Spanje af als landsheer                                                                 |
| 1582 | Vrede van Jam Zapolski          | Vrede tussen Polen en Rusland in de Lijflandse Oorlog                                                                                            |
| 1583 | Vrede van Plussa                | Beëindigt de Lijflandse Oorlog |
| 1584 | Verdrag van Joinville           | Katholieke alliantie tussen Frankrijk en Spanje tegen protestante machten als Engeland                                                           |
| 1585 | Verdrag van Nemours             | Heft de godsdienstvrijheid van de hugenoten op                                                                                                   |
| 1585 | Verdrag van Nonsuch             | Militaire steun van Engeland aan de Nederlanden                                                                                                  |
| 1586 | Verdrag van Berwick             | Vriendschapsverdrag tussen Elizabeth I van Engeland en Jacobus VI van Schotland                                                                  |
| 1590 | Vrede van Ferhat Paşa           | Beëindigt de oorlog tussen het Safawiedenrijk en het Ottomaanse Rijk                                                                             |
| 1595 | Vrede van Tyavzino              | Beëindigt de Russisch-Zweedse Oorlog (1590-1595)                                                                                                 |
| 1598 | Edict van Nantes                | Relatieve godsdienstvrijheid in Frankrijk |
| 1598 | Vrede van Vervins               | Filips II van Spanje trekt zijn troepen terug uit Frankrijk                                                                                      |

## 17e eeuw
| Jaar | Verdrag                           | Inhoud |
| ---- | --------------------------------- | --- |
| 1601 | Verdrag van Lyon                  | Savoye staat Bugey, Valromey, Gex, en Bresse af aan Hendrik IV van Frankrijk |
| 1604 | Verdrag van Londen                | Beëindigt de Spaans-Engelse Oorlog |
| 1606 | Vrede van Žitava                  | Beëindigt de Lange Oorlog tussen het Ottomaanse Rijk en de Habsburgse monarchie |
| 1606 | Verdrag van Wenen                 | Godsdienstvrijheid in Transsylvanië en Hongarije |
| 1608 | Verdrag van Lieben                | Keizer Rudolf II staat Hongarije en een deel van Oostenrijkse erflanden af aan zijn broer Matthias                                                                                      |
| 1609 | Verdrag van Antwerpen             | Het Twaalfjarig Bestand wordt overeengekomen |
| 1610 | Verdrag van Bruzolo               | Alliantieverdrag tussen Karel Emanuel I van Savoye en Hendrik IV van Frankrijk tegen Spanje in Italië                                                                                   |
| 1612 | Verdrag van Nasuh Paşa            | Herziening van de Vrede van Ferhat Paşa; Perzië krijgt een aantal van de verloren gebieden terug                                                                                        |
| 1613 | Vrede van Knäred                  | Beëindigt de Kalmaroorlog |
| 1613 | Guswhenta                         | Verdrag tussen de Irokezen en de Nederlanden |
| 1614 | Verdrag van Xanten                | Beëindigt de Gulik-Kleefse Successieoorlog |
| 1614 | Vriendschapsverdrag Zweden 1614   | Vriendschapsverdrag tussen de Staten-Generaal van de Nederlanden en de koning van Zweden op 5 april 1614. (afbeeldingen)                                                                |
| 1615 | Vrede van Asti                    | Karel Emanuel I van Savoye ziet af van zijn claim op Montferrat ten gunste van Spanje                                                                                                   |
| 1615 | Vrede van Tyrnau                  | Keizer Matthias erkent Gábor Bethlen als vorst van Transsylvanië |
| 1615 | Verdrag van Serav                 | Ratificatie van het Verdrag van Nasuh Paşa |
| 1616 | Verdrag van Loudun                | Getekend door Maria de' Medici en Hendrik II van Bourbon-Condé |
| 1617 | Verdrag van Pavia                 | Savoye staat Montferrat af aan Mantua |
| 1617 | Oñateverdrag                      | Regelt de opvolging van keizer Matthias en voorziet in de Spaanse Weg |
| 1617 | Vrede van Stolbovo                | Beëindigt de Ingrische Oorlog |
| 1618 | Vrede van Deoelino                | Beëindigt de Pools-Russische Oorlog |
| 1619 | Verdrag van Angoulême             | Beëindigt de burgeroorlog tussen aanhangers van Maria de' Medici en haar zoon Lodewijk XIII van Frankrijk                                                                               |
| 1619 | Verdrag van München               | Maximiliaan I van Beieren staat keizer Ferdinand II toe om een deel van de Palts te bezetten                                                                                            |
| 1620 | Verdrag van Ulm                   | De Protestantse Unie zegt de steun voor Frederik V van de Palts op |
| 1621 | Vrede van Mikulov                 | Beëindigt de oorlog tussen Gábor Bethlen van Transsylvanië en keizer Ferdinand II |
| 1621 | Verdrag van Madrid                | Valtellina wordt door de Spanjaarden overgedragen aan Graubünden |
| 1621 | Verdrag van Chotyn                | Beëindigt de Pools-Ottomaanse Oorlog |
| 1622 | Vrede van Montpellier             | Getekend door Lodewijk XIII van Frankrijk en Henri de Rohan; bevestigt het Edict van Nantes                                                                                             |
| 1623 | Verdrag van Parijs                | Alliantieverdrag tussen Frankrijk, Savoye en Venetië om de Spanjaarden uit Valtellina te verdrijven                                                                                     |
| 1625 | Verdrag van Den Haag              | Koninkrijk Engeland en de Nederlanden geven Christiaan IV van Denemarken economische steun tijdens de Dertigjarige Oorlog                                                               |
| 1626 | Vrede van Presburg                | Beëindigt de opstand onder leiding van Gábor Bethlen tegen Habsburgse monarchie |
| 1626 | Verdrag van Monzón                | Frankrijk en Spanje krijgen gelijke rechten in het gebruik van de passen in Valtellina                                                                                                  |
| 1627 | Capitulatie van Franzburg         | Pommeren geeft zich over aan Albrecht von Wallenstein, aanvoerder van de keizerlijke troepen                                                                                            |
| 1628 | Verdrag van München               | Keizer Ferdinand II erkent Maximiliaan I van Beieren als keurvorst |
| 1629 | Restitutie-edict                  | Keizer Ferdinand II probeert territoriale en godsdienstige afspraken gemaakt bij de Godsdienstvrede van Augsburg te herstellen                                                          |
| 1629 | Vrede van Lübeck                  | Denemarken trekt zich terug uit de Dertigjarige Oorlog |
| 1629 | Verdrag van Altmark               | Beëindigt de Pools-Zweedse Oorlog |
| 1629 | Vrede van Alès                    | Bevestigt de basisprincipes van het Edict van Nantes, met enkele aanvullende bepalingen                                                                                                 |
| 1630 | Vrede van Regensburg              | Frankrijk trekt zich terug uit de Mantuaanse Successieoorlog |
| 1630 | Verdrag van Stettin               | Pommeren gaat een alliantie aan met Zweden en wordt door dit land bezet |
| 1631 | Verdrag van Bärwald               | Alliantieverdrag tussen Frankrijk en Zweden tegen het Heilige Roomse Rijk |
| 1631 | Vrede van Cherasco                | Beëindigt de Mantuaanse Successieoorlog |
| 1631 | Verdrag van Fontainebleau         | Geheime katholieke alliantie tussen Frankrijk en Beieren |
| 1632 | Verdrag van Saint-Germain-en-Laye | Engeland geeft Nieuw-Frankrijk terug aan Frankrijk |
| 1634 | Verdrag van Polanów               | Beëindigt de Smolenskoorlog tussen Polen-Litouwen en Rusland |
| 1635 | Vrede van Praag                   | Verdrag tussen keizer Ferdinand II en de meeste protestantse staten van het Heilige Roomse Rijk                                                                                         |
| 1635 | Verdrag van Sztumska Wieś         | Polen krijgt de meeste gebieden die ze verloren zijn aan Zweden |
| 1636 | Verdrag van Wismar                | Alliantieverdrag tussen Frankrijk en Zweden tegen de Habsburgers |
| 1638 | Verdrag van Hamburg               | Bevestigt het Verdrag van Wismar; Frankrijk betaalt Zweden 1.000.000 livres |
| 1638 | Verdrag van Hartford              | Beëindigt de Pequotoorlog; nederzettingen van de Pequotindianen worden verboden evenals het gebruik van de taal                                                                         |
| 1639 | Verdrag van Berwick               | Beëindigt de Eerste Bisschoppenoorlog tussen Karel I van Engeland en Schotland en de Schotten                                                                                           |
| 1639 | Verdrag van Zuhab                 | Beëindigt de oorlog tussen Perzië en het Ottomaanse Rijk |
| 1639 | Treaty of Asurar Ali              | Stelt de grens vast tussen het Mogolrijk en Ahom |
| 1640 | Verdrag van Ripon                 | Getekend door Karel I van Engeland en Schotland en de Schotten na de Tweede Bisschoppenoorlog                                                                                           |
| 1642 | Verdrag van Axim                  | Regelt de jurisdictie van de Nederlandse Republiek en de WIC in het gebied rond Axim in de Nederlandse Goudkust                                                                         |
| 1645 | Verdrag van Brömsebro             | Beëindigt de Deens-Zweedse Oorlog |
| 1647 | Bestand van Ulm                   | Maximiliaan I van Beieren wordt door Frankrijk en Zweden gedwongen zijn bondgenootschap met keizer Ferdinand II op te zeggen                                                            |
| 1648 | Vrede van Westfalen               | Verzameling van elf verdragen die zowel de Dertigjarige als de Tachtigjarige Oorlog beëindigen                                                                                          |
| 1648 | Vrede van Osnabrück               | Beëindigt onder andere de Dertigjarige Oorlog |
| 1648 | Vrede van Münster                 | Beëindigt voornamelijk de Tachtigjarige Oorlog |
| 1648 | Verdrag van Concordia             | Verdeelt Sint Maarten tussen Frankrijk en Nederland |
| 1649 | Vrede van Rueil                   | Beëindigt de eerste fase van de La Fronde |
| 1649 | Verdrag van Zboriv                | De woiwodschappen Bratislav, Tsjernihiv en Kiev komen onder bestuur van de Kozakken |
| 1650 | Vrede van Breda                   | Getekend tussen Karel II van Engeland en Schotland en de Schotse covenanters tijdens de Oorlogen van de drie Koninkrijken                                                               |
| 1650 | Verdrag van Hartford              | Stelt de grens vast tussen Nieuw-Nederland en Engelse kolonisten in Connecticut |
| 1651 | Verdrag van Bila Tserkva          | Vrede tussen Polen en de Oekraïense Kozakken na de Slag bij Berestetsjko |
| 1653 | Verdrag van Stettin               | Zweden en Brandenburg-Pruisen verdelen Pommeren |
| 1654 | Vrede van Westminster             | Beëindigt de Eerste Engels-Nederlandse Oorlog |
| 1656 | Verdrag van Koningsbergen         | Alliantieverdrag tussen Karel X van Zweden en Frederik Willem I van Brandenburg tegen Polen                                                                                             |
| 1656 | Verdrag van Labiau                | Karel X van Zweden erkent Frederik Willem I van Brandenburg als soeverein hertog van Pruisen                                                                                            |
| 1656 | Verdrag van Butre                 | Regelt de jurisdictie van de Republiek en de WIC in het gebied rond Fort Batenstein en Butre in de Nederlandse Goudkust, waarbij dit gebied feitelijk een Nederlands protectoraat wordt |
| 1657 | Verdrag van Wehlau                | Jan II Casimir van Polen erkent Frederik Willem I van Brandenburg als soeverein hertog van Pruisen, onder de voorwaarde dat de laatste zijn bondgenootschap met Zweden opzegt           |
| 1657 | Verdrag van Bromberg              | Alliantieverdrag tussen Jan II Casimir van Polen en Frederik Willem I van Brandenburg                                                                                                   |
| 1657 | Verdrag van Parijs                | Militair alliantieverdrag tussen Engeland en Frankrijk tegen Spanje |
| 1657 | Verdrag van Raalte                | Benoeming van Willem III van Oranje als stadhouder van Overijssel wordt ingetrokken |
| 1658 | Verdrag van Hadiatsj              | Getekend door Pools-Litouwse Gemenebest en de Kozakken |
| 1658 | Verdrag van Taastrup              | Verdrag dat voorafging aan de Vrede van Roskilde |
| 1658 | Vrede van Roskilde                | Beëindigt de Deens-Zweedse Oorlog |
| 1658 | Verdrag van Valiesar              | Wapenstilstand tussen Zweden en Rusland in de Russisch-Zweedse Oorlog |
| 1659 | Vrede van de Pyreneeën            | Spanje ziet af van gebieden die tot de Unie van Atrecht behoorden en een aantal gebieden ten noorden van de Pyreneeën                                                                   |
| 1660 | Vrede van Kopenhagen              | Trøndelag en Bornholm worden door Zweden aan Denemarken-Noorwegen afgestaan |
| 1660 | Verdrag van Oliva                 | Beëindigt de Tweede Noordse Oorlog in Zweden en Polen |
| 1661 | Vrede van Kardis                  | Beëindigt officieel de Russisch-Zweedse Oorlog |
| 1661 | Vrede van Den Haag                | De Republiek staat Nederlands-Brazilië af aan Portugal |
| 1662 | Verdrag van Montmartre            | Karel IV van Lotharingen staat hertogdom Lotharingen af aan Lodewijk XIV van Frankrijk                                                                                                  |
| 1663 | Verdrag van Ghilajharighat        | Getekend door het Mogolrijk en Ahom |
| 1664 | Vrede van Vasvár                  | Beëindigt de Oostenrijks-Turkse Oorlog |
| 1665 | Verdrag van Purandar              | Getekend door rajput Jai Singh I van het Mogolrijk en Shivaji Bhosle van het Maratharijk                                                                                                |
| 1667 | Vrede van Breda                   | Beëindigt de Tweede Engels-Nederlandse Oorlog |
| 1667 | Verdrag van Androesovo            | Wapenstilstand tussen Rusland en Polen |
| 1668 | Triple Alliantie                  | Alliantieverdrag tussen Engeland, de Republiek en Zweden |
| 1668 | Vrede van Aken                    | Beëindigt de Devolutieoorlog tussen Frankrijk en Spanje |
| 1668 | Verdrag van Bongaja               | Sultan Saif-ud-Din van Tidore erkent de macht van de VOC op Indonesisch grondgebied |
| 1668 | Vrede van Lissabon                | Spanje erkent de Portugese soevereiniteit na de Portugese Restauratieoorlog |
| 1670 | Verdrag van Dover                 | Karel II van Engeland zal zich bekeren tot het katholicisme en Frankrijk militair ondersteunen tegen de Republiek                                                                       |
| 1670 | Verdrag van Madrid                | Spanje erkent de Engelse bezittingen in West-Indië |
| 1672 | Verdrag van Butsjatsj             | Polen staat Podolië af aan het Ottomaanse Rijk |
| 1673 | Quadruple Alliantie               | Alliantieverdrag tussen de Republiek, Spanje, het Heilige Roomse Rijk en hertogdom Lotharingen tegen Frankrijk                                                                          |
| 1674 | Vrede van Westminster             | Beëindigt de Derde Engels-Nederlandse Oorlog |
| 1675 | Straatsburgakkoord                | Het eerste internationaal verdrag om het gebruik van chemische wapens (in dit geval giftige kogels) uit te bannen                                                                       |
| 1676 | Verdrag van Żurawno               | Herziening van het Verdrag van Butsjatsj |
| 1677 | Verdrag van 1677                  | De indiaanse stammen in Virginia zweren trouw aan het Britse Rijk |
| 1678 | Vrede van Nijmegen                | Reeks vredesverdragen, die een aantal Europese conflicten beëindigt, waaronder de Hollandse Oorlog                                                                                      |
| 1678 | Verdrag van Casco                 | Beëindigt de oorlog tussen de indianen en Engelse kolonisten in de Massachusetts Bay Colony                                                                                             |
| 1679 | Vrede van Saint-Germain-en-Laye   | Beëindigt de Schoonse Oorlog tussen Frankrijk en Brandenburg-Pruisen |
| 1679 | Vrede van Lund                    | Beëindigt de Schoonse Oorlog tussen Zweden en Denemarken |
| 1681 | Vrede van Bachtsjisaraj           | Beëindigt de Russisch-Turkse Oorlog |
| 1684 | Bestand van Regensburg            | Bekrachtigd een twintigjarige wapenstilstand in de Frans-Spaanse Oorlog (1683-1684) |
| 1686 | Eeuwige Vrede van 1686            | Bevestiging van het Verdrag van Androesovo |
| 1689 | Verdrag van Nertsjinsk            | Legt de grens vast tussen Rusland en China |
| 1691 | Vrede van Limerick                | Beëindigt de Willemsoorlog in Ierland |
| 1697 | Vrede van Rijswijk                | Beëindigt de Negenjarige Oorlog en de Oorlog van koning Willem |
| 1698 | Verdrag van Den Haag              | Getekend door Frankrijk en Engeland; poging om de Spaanse opvolgingskwestie te regelen                                                                                                  |
| 1699 | Vrede van Karlowitz               | Beëindigt de Grote Turkse Oorlog |
| 1699 | Verdrag van Preobrazjenskoje      | Alliantieverdrag tussen Denemarken, Rusland, Saksen en Polen tegen Zweden (zogenaamde Noordelijke Alliantie)                                                                            |

## 18e eeuw
| Jaar | Verdrag                                               | Inhoud |
| ---- | ----------------------------------------------------- | --- |
| 1700 | Verdrag van Londen                                    | Verdrag tussen Engeland, Frankrijk, het Heilige Roomse Rijk en de Republiek om de Spaanse opvolgingskwestie te regelen en het Spaanse Rijk in Europa te delen         |
| 1700 | Verdrag van Constantinopel                            | Beëindigt de Russisch Turkse Oorlog |
| 1700 | Vrede van Traventhal                                  | Denemarken trekt zich (voorlopig) terug uit de Grote Noordse Oorlog                                                                                                   |
| 1701 | Grote Vrede van Montreal                              | Vredesverdrag tussen Nieuw-Frankrijk en 40 Canadese indianenstammen                                                                                                   |
| 1701 | Verdrag van Den Haag                                  | Defensief alliantieverdrag tussen Koninkrijk Engeland, het Heilige Roomse Rijk en de Republiek tegen Frankrijk                                                        |
| 1703 | Methuenverdrag                                        | Militair en economisch verdrag tussen Portugal en Engeland |
| 1704 | Verdrag van Ilbersheim                                | Beieren trekt zich terug uit de Spaanse Successieoorlog |
| 1706 | Verdrag van Altranstädt                               | August II van Polen doet afstand van de troon ten gunste van Stanislaus Leszczyński                                                                                   |
| 1707 | Verdrag van de Unie                                   | Verenigt de koninkrijken Engeland en Schotland in het Koninkrijk Groot-Brittannië                                                                                     |
| 1707 | Verdrag van Altranstädt                               | Keizer Jozef I garandeert religieuze tolerantie voor de Silezische protestanten                                                                                       |
| 1711 | Vrede van Szatmár                                     | Beëindigt de Kurucopstand onder leiding van Frans II Rákóczi tegen de Habsburgse monarchie                                                                            |
| 1711 | Vrede van de Proet                                    | Beëindigt de Russisch-Turkse Oorlog |
| 1713 | Vrede van Utrecht                                     | Beëindigt grotendeels zowel de Spaanse Successieoorlog als de Oorlog van koningin Anna in Europa                                                                      |
| 1713 | Verdrag van Portsmouth                                | Beëindigt de Oorlog van koningin Anna in de Nieuwe Wereld |
| 1714 | Vrede van Rastatt                                     | Beëindigt de Spaanse Successieoorlog tussen Frankrijk en het Heilige Roomse Rijk                                                                                      |
| 1714 | Vrede van Baden                                       | Vervolg op de Vrede van Rastatt |
| 1717 | Triple Alliantie                                      | Alliantieverdrag tussen Groot-Brittannië, Nederland en Frankrijk tegen Spanje                                                                                         |
| 1718 | Vrede van Passarowitz                                 | Beëindigt de oorlog tussen Oostenrijk en het Ottomaanse Rijk |
| 1718 | Quadruple Alliantie                                   | Uitbreiding van de Triple Alliantie met Oostenrijk |
| 1720 | Verdrag van Den Haag                                  | Beëindigt de Oorlog van de Quadruple Alliantie |
| 1720 | Vrede van Frederiksborg                               | Beëindigt de Grote Noordse Oorlog tussen Zweden en Denemarken |
| 1720 | Vrede van Stockholm                                   | Beëindigt de Grote Noordse Oorlog tussen Zweden en Hannover, Pruisen en Denemarken                                                                                    |
| 1721 | Vrede van Nystad                                      | Beëindigde de Grote Noordse Oorlog tussen Zweden en Rusland |
| 1725 | Verdrag van Wenen                                     | Oostenrijk ziet af van zijn claim op de Spaanse troon en de twee landen sluiten een bondgenootschap                                                                   |
| 1725 | Verdrag van Hannover                                  | Militair alliantieverdrag tussen Groot-Brittannië, Frankrijk en Pruisen in antwoord op het Verdrag van Wenen; later uitgebreid met Zweden, de Republiek en Denemarken |
| 1727 | Verdrag van Kjachta                                   | Stelt de grens van Mongolië vast, destijds de Russisch-Chinese grens                                                                                                  |
| 1729 | Vrede van Sevilla                                     | Beëindigt de Engels-Spaanse Oorlog |
| 1731 | Verdrag van Wenen                                     | Bondgenootschap tussen Groot-Brittannië en Oostenrijk |
| 1732 | Löwenwoldeverdrag                                     | Verdrag tussen Oostenrijk, Rusland en Pruisen aangaande de successie van de Poolse troon                                                                              |
| 1732 | Verdrag van Rashjt                                    | Rusland ziet af van zijn aanspraken op Perzisch grondgebied |
| 1733 | Verdrag van Turijn                                    | Geheim militair alliantieverdrag tussen Frankrijk en Savoye aan de vooravond van de Poolse Successieoorlog                                                            |
| 1733 | Verdrag van el Escorial                               | Verdrag tussen Frankrijk en Spanje om elkaar militair bij te staan bij de herovering van de gebieden die ze waren verloren bij de Vrede van Utrecht                   |
| 1738 | Vrede van Wenen                                       | Beëindigt de Poolse Successieoorlog |
| 1739 | Verdrag van El Pardo                                  | Getekend door Groot-Brittannië en Spanje |
| 1739 | Vrede van Niš                                         | Beëindigt de Russisch-Turkse Oorlog |
| 1739 | Verdrag van Belgrado                                  | Beëindigt de Oostenrijks-Turkse Oorlog |
| 1740 | Verdrag van Vriendschap en Bondgenootschap            | De Miskitokust wordt een protectoraat van Groot-Brittannië |
| 1742 | Vrede van Breslau                                     | Voorlopige vrede na de Eerste Silezische Oorlog |
| 1742 | Vrede van Berlijn                                     | Beëindigt de Eerste Silezische Oorlog |
| 1742 | Verdrag van Turijn                                    | Militair bondgenootschap tussen Oostenrijk en Sardinië |
| 1743 | Vrede van Åbo                                         | Beëindigt de Russische Oorlog van de Hoeden |
| 1743 | Verdrag van Worms                                     | Het Verdrag van Turijn wordt uitgebreid met Groot-Brittannië |
| 1745 | Vrede van Dresden                                     | Beëindigt de Tweede Silezische Oorlog |
| 1745 | Verdrag van Fontainebleau                             | Alliantieverdrag tussen Lodewijk XV van Frankrijk en Karel Eduard Stuart tegen George II van Groot-Brittannië                                                         |
| 1745 | Vrede van Füssen                                      | Beieren beëindigt zijn steun aan Frankrijk tijdens de Oostenrijkse Successieoorlog                                                                                    |
| 1748 | Vrede van Aken                                        | Beëindigt de Oostenrijkse Successieoorlog |
| 1750 | Verdrag van Madrid                                    | Regelt de grenzen tussen het Portugese en het Spaanse Rijk in Zuid-Amerika; vervangt het Verdrag van Tordesillas                                                      |
| 1752 | Verdrag van Aranjuez                                  | Spanje en Oostenrijk erkennen elkaars belangen in Italië |
| 1754 | Verdrag van Turijn                                    | Grenscorrectie tussen het koninkrijk Piëmont-Sardinië en de republiek Genève                                                                                          |
| 1755 | Verdrag van Giyanti                                   | Mataram wordt verdeeld tussen Hamengkuwobo I en Pakubuwono III |
| 1756 | Verdrag van Westminster                               | Neutraliteitsverdrag tussen Pruisen en Groot-Brittannië |
| 1758 | Verdrag van Easton                                    | Verdrag met de Canadese indianenstammen dat de Britten niet aangevallen zullen worden tijdens de Franse en Indiaanse Oorlog                                           |
| 1761 | Verdrag van El Pardo                                  | Nietigverklaring van het Verdrag van Madrid |
| 1762 | Verdrag van Fontainebleau                             | Geheim verdrag waarbij Frankrijk Louisiana aan Spanje afstaat |
| 1762 | Verdrag van Sint-Petersburg                           | Beëindigt de Zevenjarige Oorlog tussen Rusland en Pruisen |
| 1762 | Verdrag van Hamburg                                   | Alliantieverdrag tussen Pruisen en Zweden |
| 1763 | Vrede van Parijs                                      | Beëindigt de Zevenjarige Oorlog tussen Frankrijk, Groot-Brittannië en Spanje; maakt tevens een einde aan de Franse en Indiaanse Oorlog                                |
| 1763 | Vrede van Hubertusburg                                | Maakt een einde aan de Zevenjarige Oorlog tussen Pruisen, Oostenrijk en Saksen                                                                                        |
| 1766 | Verdrag van Batticaloa                                | De koning van Kandy erkent de zeggenschap van de VOC over de volledige kustlijn van Ceylon                                                                            |
| 1774 | Vrede van Küçük Kaynarca                              | Beëindigt de Russisch-Turkse Oorlog |
| 1776 | Treaty of Watertown                                   | Alliantieverdrag tussen Massachusetts en de Mi'kmaqindianen |
| 1776 | Verdrag van Purandar                                  | Getekend door het Maratharijk en de Britse Oost-Indische Compagnie |
| 1777 | Verdrag van San Ildefonso                             | Bevestigt het Verdrag van Madrid |
| 1777 | Verdrag van Aranjuez                                  | Stelt de grens vast tussen het Franse en Spaanse deel van Hispaniola                                                                                                  |
| 1778 | Verdrag van Vriendschap en Handel                     | Informele economische alliantie tussen de Verenigde Staten en Frankrijk                                                                                               |
| 1778 | Verdrag van Alliantie                                 | Militair alliantieverdrag tussen de Verenigde Staten en Frankrijk |
| 1778 | Verdrag van El Pardo                                  | Maria I van Portugal staat een deel van de kust van Guinea af aan Spanje, alsmede Annobón en Bioko                                                                    |
| 1778 | Verdrag van Fort Pitt                                 | De Verenigde Staten krijgt vrije doorgang door het Lenni-Lenapegebied om tegen de Britten ten strijde te trekken                                                      |
| 1779 | Verdrag van Aranjuez                                  | Alliantieverdrag tussen Spanje en Frankrijk tegen Groot-Brittannië |
| 1779 | Verdrag van Teschen                                   | Beëindigt de Beierse Successieoorlog |
| 1780 | Verdrag van Aranjuez                                  | Spanje staat een aantal gebieden af aan Marokko |
| 1781 | Eerste edict van tolerantie                           | Keizer Jozef II erkent de godsdienstvrijheid voor de protestantse (i.e. lutheranen en gereformeerden) en oosters-orthodoxe kerk in Oostenrijk                         |
| 1782 | Tweede edict van tolerantie                           | Keizer Jozef II breidt de tolerantie jegens de uitoefening de joodse godsdienst uit                                                                                   |
| 1782 | Vrede van Salbai                                      | Beëindigt de Eerste Engels-Maratha Oorlog |
| 1782 | Amerikaans-Nederlands handels- en vriendschapsverdrag | Informele alliantie in de aanloop naar de Amerikaanse Onafhankelijkheidsoorlog                                                                                        |
| 1783 | Vrede van Parijs                                      | Beëindigt de Amerikaanse Onafhankelijkheidsoorlog |
| 1783 | Verdrag van Georgiejevsk                              | Kartli-Kachetië wordt een Russisch protectoraat |
| 1785 | Verdrag van Fontainebleau                             | Beëindigt officieel de Keteloorlog |
| 1785 | Verdrag van Hopewell                                  | Getekend door de Verenigde Staten en de Cherokee-indianen |
| 1785 | Verdrag van Fort McIntosh                             | Getekend door de Verenigde Staten enerzijds en de Wendat, Odaawaag, Lenni-Lenape en Ojibweg anderzijds                                                                |
| 1786 | Eden-Reynevalakkoord                                  | Economisch verdrag tussen Groot-Brittannië en Frankrijk |
| 1786 | Marokkaans-Amerikaans Vriendschapsverdrag             | Mohammed III van Marokko erkent de Verenigde Staten en stelt zijn havens open voor Amerikaanse schepen                                                                |
| 1786 | Verdrag van Hartford                                  | Grensverdrag tussen New York en Massachusetts |
| 1786 | Verdrag van Hopewell                                  | Getekend door de Verenigde Staten en de Choctaw- en Chickasawindianen                                                                                                 |
| 1787 | Verdrag van Beaufort                                  | Legt de grens vast tussen Georgia en South Carolina |
| 1788 | Triple Alliantie                                      | Alliantieverdrag tussen Groot-Brittannië, de Republiek en Pruisen |
| 1790 | Vrede van Värälä                                      | Beëindigt de Russisch-Zweedse Oorlog |
| 1791 | Vrede van Svisjtov                                    | Beëindigt de Oostenrijks-Turkse Oorlog |
| 1792 | Verdrag van Jassy                                     | Beëindigt de Russisch-Turkse Oorlog |
| 1794 | Verdrag van Jay                                       | Lost een aantal pijnpunten op tussen Groot-Brittannië en de Verenigde Staten na de Amerikaanse Onafhankelijkheidsoorlog                                               |
| 1795 | Verdrag van San LorenzoPinckney's Treaty              | Vriendschapsverdrag tussen Spanje en de Verenigde Staten; definieert tevens de grenzen tussen het Spaanse Rijk en de VS                                               |
| 1795 | Verdrag van Den Haag                                  | De Bataafse Republiek staat Staats-Vlaanderen, Venlo, Maastricht, Staats-Overmaas en de redemptiedorpen af aan Frankrijk                                              |
| 1795 | Vrede van Bazel                                       | Drie verdragen waarbij Frankrijk vrede sloot met Pruisen, Spanje en Hessen-Kassel tijdens de Eerste Coalitieoorlog                                                    |
| 1796 | Verdrag van San Ildefonso                             | Alliantieverdrag tussen Spanje en Frankrijk tegen Groot-Brittannië |
| 1797 | Verdrag van Tolentino                                 | Getekend door Frankrijk en de Kerkelijke Staat |
| 1797 | Vrede van Leoben                                      | Voorlopig einde van de Eerste Coalitieoorlog; aanloop naar de Vrede van Campo Formio                                                                                  |
| 1797 | Vrede van Campo Formio                                | Beëindigt de Eerste Coalitieoorlog |
| 1799 | Conventie van Alkmaar                                 | Beëindigt de Brits-Russische expeditie naar Noord-Holland |

## 19e eeuw
| Jaar | Verdrag | Inhoud |
| ---- | --- | --- |
| 1800 | Verdrag van San Ildefonso | Spanje staat Louisiana af aan Frankrijk |
| 1800 | Verdrag van Mortefontaine | Beëindigt de Quasi-oorlog tussen de Verenigde Staten en Frankrijk                                                                              |
| 1801 | Vrede van Lunéville | Beëindigt de Tweede Coalitieoorlog |
| 1801 | Verdrag van Florence | Napels staat een aantal Centraal-Italiaanse gebieden, waaronder Elba, af aan Frankrijk                                                         |
| 1801 | Verdrag van Aranjuez | Bevestigt het Verdrag van San Ildefonso |
| 1801 | Verdrag van Badajoz | Beëindigt de Sinaasappeloorlog |
| 1801 | Verdrag van Madrid | Vervolg op het Verdrag van Badajoz |
| 1802 | Vrede van Parijs | Vredesverdrag tussen Frankrijk en het Ottomaanse Rijk na de Expeditie van Napoleon naar Egypte.                                                |
| 1802 | Vrede van Amiens | Officieel einde van de oorlog tussen het Verenigd Koninkrijk en Frankrijk                                                                      |
| 1805 | Vrede van Presburg | Beëindigt de Derde Coalitieoorlog |
| 1806 | Vrede van Poznań | Frankrijk verslaat Saksen tijdens de Vierde Coalitieoorlog                                                                                     |
| 1807 | Verdrag van Detroit | Getekend door de Verenigde Staten enerzijds en de Odaawaag, Ojibweg, Wendat en Potawatomi anderzijds                                           |
| 1807 | Vrede van Tilsit | Beëindigt de Vierde Coalitieoorlog |
| 1807 | Verdrag van Finckenstein | Alliantieverdrag tussen Frankrijk en Perzië |
| 1807 | Eerste Verdrag van Fontainebleau | Frankrijk en Spanje besluiten Portugal binnen te vallen en onderling te verdelen                                                               |
| 1807 | Tweede Verdrag van Fontainebleau | Koninkrijk Holland staat Vlissingen af aan Frankrijk in ruil voor Oost-Friesland                                                               |
| 1809 | Vrede van de Dardanellen | Beëindigt de Engels-Turkse Oorlog |
| 1809 | Vrede van Fredrikshamn | Beëindigt de Finse Oorlog |
| 1809 | Vrede van Schönbrunn | Beëindigt de Vijfde Coalitieoorlog. |
| 1810 | Verdrag van Parijs | Na een nederlaag tegen de Fransen wordt Zweden gedwongen zich aan te sluiten bij het Continentaal Stelsel                                      |
| 1812 | Vrede van Boekarest | Beëindigt de Russisch-Turkse Oorlog |
| 1813 | Verdrag van Kalisz | Alliantieverdrag tussen Rusland en Pruisen tegen Fransen                                                                                       |
| 1813 | Conventie van Reichenbach | Bondgenootschap tussen het Verenigd Koninkrijk, Rusland, Pruisen en Oostenrijk tegen Fransen                                                   |
| 1813 | Verdrag van Peterswaldau | Militair verdrag tussen het Verenigd Koninkrijk en Rusland                                                                                     |
| 1813 | Verdrag van Töplitz | Rusland, Oostenrijk en Pruisen komen overeen 60.000 extra troepen in te zetten tegen Napoleon I                                                |
| 1813 | Verdrag van Ried | Beieren verlaat de Rijnbond en sluit zich aan bij de Zesde Coalitie                                                                            |
| 1813 | Verdrag van Gulistan | Getekend door Rusland en Perzië |
| 1813 | Verdrag van Fulda | Württemberg stapt uit de Rijnbond |
| 1814 | Vrede van Kiel | Denemarken staat Noorwegen af aan Zweden |
| 1814 | Verdrag van Chaumont | Napoleon geeft zijn rechten op de troon van Frankrijk, Italië en alle andere gebieden op                                                       |
| 1814 | Verdrag van Fontainebleau | Voorlopig einde aan de Zesde Coalitieoorlog en verbant Napoleon naar Elba                                                                      |
| 1814 | Verdrag van Parijs | Beëindigt officieel de Zesde Coalitieoorlog |
| 1814 | Verdrag van Londen | Regelt de teruggave van de Nederlandse koloniën                                                                                                |
| 1814 | Conventie van Moss | Bestand tussen het Noorse parlement en Zweden                                                                                                  |
| 1814 | Vrede van Gent | Beëindigt officieel de Oorlog van 1812 |
| 1814 | Protocol van Londen | De Acht Artikelen van Londen amalgeren Nederland met België.                                                                                   |
| 1815 | Verdrag van Sugauli | Beëindigt de Engels-Nepalese Oorlog |
| 1815 | Verdrag van Parijs | Volgt op Napoleons nederlaag na de Slag bij Waterloo                                                                                           |
| 1817 | Rush-Bagotverdrag | Regelt een aantal grensconflicten tussen de Verenigde Staten en Brits Noord-Amerika                                                            |
| 1818 | Verdrag van 1818 | Regelt een aantal grensconflicten tussen de Verenigde Staten en Brits Noord-Amerika; beide landen delen Oregon Country                         |
| 1818 | Verdrag van Saint Mary's | Getekend door de Verenigde Staten en de Miami                                                                                                  |
| 1819 | Adams-Onísverdrag | Legt de grens vast tussen de Verenigde Staten en het Spaanse Rijk                                                                              |
| 1821 | Verdrag van Córdoba | Spanje erkent de onafhankelijkheid van Mexico                                                                                                  |
| 1824 | Verdrag van Londen | Regelt de invloedssferen tussen het Verenigd Koninkrijk en Nederland in de Straat van Malakka                                                  |
| 1826 | Akkermanconventie | Verdrag tussen het Russische en Ottomaanse Rijk; autonomie voor Servië                                                                         |
| 1826 | Vrede van Yandaboo | Beëindigt de Eerste Brits-Birmese Oorlog |
| 1826 | Burneyverdrag | De Britten erkennen de aanspraak van Siam op Kedah, Kelantan, Perris en Terengganu                                                             |
| 1827 | Verdrag van Londen | Alliantieverdrag tussen het Verenigd Koninkrijk, Frankrijk en Rusland tijdens de Griekse Onafhankelijkheidsoorlog tegen het Ottomaanse Rijk    |
| 1828 | Vrede van Torkamanchai | Beëindigt de Tweede Russisch-Perzische Oorlog                                                                                                  |
| 1828 | Verdrag van Montevideo | Brazilië en Argentinië erkennen de onafhankelijkheid van Uruguay                                                                               |
| 1829 | Protocol van Londen | Legt de grenzen van Griekenland vast. |
| 1829 | Verdrag van Adrianopel | Beëindigt de Russisch-Turkse Oorlog |
| 1830 | Protocol van Londen | Erkent de soevereiniteit van Griekenland |
| 1831 | Verdrag der XVIII artikelen | Legt de Belgische grenzen vast |
| 1831 | Federaal Pact | Militair bondgenootschap tussen de Argentijnse provincies of Buenos Aires, Entre Ríos en Santa Fe                                              |
| 1832 | Congres van Londen | Legt een aantal nieuwe Europese grenzen vast, waaronder die van België en Griekenland                                                          |
| 1832 | Verdrag van Constantinopel | Beëindigt de Griekse Onafhankelijkheidsoorlog                                                                                                  |
| 1832 | Protocol van Londen | Bevestigt het Verdrag van Constantinopel |
| 1833 | Verdrag van Hünkâr İskelesi | Rusland krijgt weer toegang tot de Bosporus |
| 1833 | Verdrag van Zonhoven | Regelt het verkeer over de Maas tussen Nederland en België                                                                                     |
| 1834 | Desmichelsverdrag | Frankrijk erkent Abd al-Kader als bei van Mascara en Oran                                                                                      |
| 1838 | Verdrag van Balta Liman | Handelsverdrag tussen het Ottomaanse Rijk en het Verenigd Koninkrijk                                                                           |
| 1839 | Verdrag van Londen | Officiële onafhankelijkheid van België |
| 1840 | Verdrag van Waitangi | Nieuw-Zeeland wordt een Britse kolonie |
| 1842 | Verdrag van Nanking | Beëindigt de Eerste Opiumoorlog |
| 1842 | Webster-Ashburtonverdrag | Lost een aantal grensdisputen op tussen de Verenigde Staten en Brits Noord-Amerika                                                             |
| 1844 | Vrede van Tanger | Beëindigt de Eerste Frans-Marokkaanse Oorlog                                                                                                   |
| 1844 | Verdrag van Huangpu | Handelsverdrag tussen China en Frankrijk |
| 1844 | Verdrag van Florence | tussen het groothertogdom Toscane, het hertogdom Modena en Karel II van Bourbon-Parma, hertog van Lucca. en later hertog van Parma en Piacenza |
| 1847 | Vrede van Cahuenga | Eerste verdrag na de Mexicaans-Amerikaanse Oorlog                                                                                              |
| 1848 | Vrede van Guadalupe Hidalgo | Tweede vredesverdrag na de Mexicaans-Amerikaanse Oorlog                                                                                        |
| 1850 | Verdrag van Olmütz | Pruisen verlaat de Unie van Erfurt en erkent de Duitse Bond onder leiding van Oostenrijk                                                       |
| 1852 | Verdrag van Londen | Ook bekend als Protocol van Londen. Beëindigt de Eerste Duits-Deense Oorlog                                                                    |
| 1852 | Conventie van Zandrivier | Het Verenigd Koninkrijk erkent de onafhankelijkheid van de Boeren ten noorden van de Vaalrivier                                                |
| 1854 | Conventie van Kanagawa | De Japanse havens Shimoda en Hakodate worden opengesteld voor Amerikaanse schepen                                                              |
| 1854 | Engels-Japans Vriendschapsverdrag | Handelsverdrag tussen Japan en het Verenigd Koninkrijk                                                                                         |
| 1855 | Bowringverdrag | Getekend door het Verenigd Koninkrijk en Siam; opent Siam voor de wereldhandel                                                                 |
| 1855 | Verdrag van Shimoda | Vriendschapsverdrag tussen Rusland en Japan |
| 1855 | Elgin-Marcyverdrag | Getekend door Brits Noord-Amerika en de Verenigde Staten                                                                                       |
| 1856 | Vrede van Parijs | Beëindigt de Krimoorlog |
| 1858 | Verdrag van Tianjin | Beëindigt de eerste fase van de Tweede Opiumoorlog                                                                                             |
| 1858 | Verdrag van Aigun | Legt de grenzen vast van het Russische Verre Oosten                                                                                            |
| 1858 | Harrisverdrag | Amerikaans- Japans handelsverdrag |
| 1859 | Vrede van Zürich | Beëindigt de Tweede Italiaanse Onafhankelijkheidsoorlog                                                                                        |
| 1859 | McLane-Ocampoverdrag | Verdrag tussen Mexico en de Verenigde Staten tijdens de Hervormingsoorlog                                                                      |
| 1860 | Verdrag van Turijn | Frankrijk annexeert Savoye en Nice |
| 1860 | Cobden-Chevalierverdrag | Vrijhandelsverdrag tussen het Verenigd Koninkrijk en Frankrijk                                                                                 |
| 1860 | Conventie van Peking | Beëindigt de Tweede Opiumoorlog |
| 1861 | Eerste Frans-Monegaskische Verdrag | Monaco wordt een soevereine staat |
| 1862 | Verdrag van Dappes | Grenscorrectieverdrag tussen Zwitserland en Frankrijk.                                                                                         |
| 1862 | Verdrag van Saigon | Keizer Tu Duc staat Saigon en een aantal gebieden ten zuiden ervan af aan Frankrijk                                                            |
| 1863 | Verdrag van Hué | Bevestigt het eerste Verdrag van Saigon |
| 1864 | Verdrag van Genève voor de verbetering van het lot der gewonden en zieken, zich bevindende bij de strijdkrachten te velde | Eerste internationale regelgeving omtrent slachtoffers op het slagveld                                                                         |
| 1864 | Verdrag van Londen | Het Verenigd Koninkrijk staat de Ionische Eilanden af aan Griekenland                                                                          |
| 1864 | Vrede van Wenen | Beëindigt de Tweede Duits-Deense Oorlog |
| 1866 | Verdrag van Praag | Beëindigt de Duitse Oorlog |
| 1867 | Aankoop van Alaska | De Verenigde Staten kopen Alaska van Rusland                                                                                                   |
| 1867 | Congres van Londen | Oplossing van de Luxemburgse kwestie |
| 1868 | Burlingameverdrag | Handelsverdrag tussen de Verenigde Staten en China                                                                                             |
| 1871 | Vrede van Frankfurt | Beëindigt de Frans-Duitse Oorlog |
| 1873 | Driekeizersbond | Bondgenootschap tussen Duitsland, Oostenrijk en Rusland                                                                                        |
| 1874 | Verdrag van Saigon | De Rode Rivier wordt opengesteld voor internationale handel, evenals de havens van Hanoi, Hải Phòng en Quy Nhơn                                |
| 1874 | Verdrag van Pangkor | Begin van de Britse kolonisatie van Maleisië                                                                                                   |
| 1875 | Verdrag van Sint-Petersburg | Japan erkent Sachalin als Russisch grondgebied, Rusland erkent de Koerilen als Japans grondgebied                                              |
| 1875 | Wederzijds Verdrag | Handelsverdrag tussen de Verenigde Staten en Hawaï                                                                                             |
| 1877 | Protocol van Londen | Het Verenigd Koninkrijk garandeert neutraliteit in een Russisch-Turks conflict                                                                 |
| 1878 | Cyprusconventie | Het Ottomaanse Rijk staat Cyprus af aan het Verenigd Koninkrijk in ruil voor militaire steun tegen Rusland                                     |
| 1878 | Vrede van Zanjón | Beëindigt de Tienjarige Oorlog |
| 1878 | Vrede van San Stefano | Voorlopige vrede na de Russisch-Turkse Oorlog                                                                                                  |
| 1878 | Congres van Berlijn | Nieuwe territoriale en politieke indeling van de Balkan                                                                                        |
| 1878 | Vrede van Berlijn | Herziening van de Vrede van San Stefano |
| 1879 | Verdrag van Gandamak | Beëindigt de eerste fase van de Tweede Brits-Afghaanse Oorlog                                                                                  |
| 1881 | Grensverdrag van 1881 | Stelt de grens vast tussen Chili en Argentinië                                                                                                 |
| 1881 | Verdrag van Akhal | Perzië staat het noordelijke deel van Chorasmië (het huidige Oezbekistan) af aan Rusland                                                       |
| 1881 | Bardoverdrag | Tunesië wordt een Frans protectoraat |
| 1882 | Triple Alliantie | Bondgenootschap tussen Duitsland, Oostenrijk-Hongarije en Italië                                                                               |
| 1883 | Verdrag van Ancón | Grensverdrag tussen Peru en Chili |
| 1883 | Verdrag van Hué | Protectoraat Annam en Protectoraat Tonkin worden onderdeel van het Franse Rijk                                                                 |
| 1884 | Conferentie van Berlijn | Verdeelt Afrika onder de westerse mogendheden                                                                                                  |
| 1884 | Verdrag van Hué | Bevestigt het Verdrag van Hué van 1883 |
| 1886 | Berner Conventie | Eerste internationale verdrag ter erkenning van auteursrechten                                                                                 |
| 1886 | Vrede van Boekarest | Beëindigt de Servisch-Bulgaarse Oorlog |
| 1887 | Herverzekeringsverdrag | Alliantieverdrag tussen Duitsland en Oostenrijk                                                                                                |
| 1889 | Verdrag van Berlijn | Samoa wordt een condominium van de Verenigde Staten, het Verenigd Koninkrijk en Duitsland                                                      |
| 1889 | Verdrag van Wuchale | Abessinië staat een aantal gebieden af aan Italië                                                                                              |
| 1890 | Zanzibarverdrag | Regelt een aantal territoriale aanspraken tussen het Verenigd Koninkrijk en Duitsland in Afrika                                                |
| 1891 | Verdrag van Madrid | Internationale afspraken over merknamen |
| 1895 | Verdrag van Den Haag | Legt de grens van Brits Nieuw-Guinea vast |
| 1895 | Verdrag van Shimonoseki | Beëindigt de Eerste Chinees-Japanse Oorlog |
| 1896 | Vrede van Addis Ababa | Beëindigt de Eerste Italiaans-Ethiopische Oorlog                                                                                               |
| 1898 | Vrede van Parijs | Beëindigt de Spaans-Amerikaanse Oorlog. |
| 1898 | Conventie voor de Uitbreiding van Hong Kong | Het Verenigd Koninkrijk leaset de New Territories van China voor een periode van 100 jaar                                                      |
| 1899 | Verdrag voor de vreedzame regeling van de internationale geschillen | Oprichting van het Permanent Hof van Arbitrage                                                                                                 |
| 1899 | Verdrag betreffende de wetten en gebruiken van den oorlog te land | 26 staten maken afspraken over methodes van oorlogvoering te land                                                                              |
| 1899 | Verdrag nopens de toepassing op den zeeoorlog van de beginselen der Conventie van Genève van 22 augustus 1864 | 26 staten maken afspraken over methodes van oorlogvoering op zee                                                                               |
| 1899 | Verklaring houdende verbod om, uit ballons of op andere dergelijke nieuwe wijzen, projectielen en ontplofbare stoffen te werpen | 26 staten maken afspraken over methodes van oorlogvoering                                                                                      |
| 1899 | Verklaring houdende verbod tot het bezigen van projectielen, welke uitsluitend strekken tot het verspreiden van verstikkenden of vergiftige gassen                                                                                           | 26 staten maken afspraken over methodes van oorlogvoering                                                                                      |
| 1899 | Verklaring houdende verbod tot het bezigen van kogels, die in het menschelijk lichaam gemakkelijk zich uitzetten of plat worden, zooals kogels met harden mantel, waarvan de mantel de kern niet geheel dekt of van insnijdingen voorzien is | 26 staten maken afspraken over methodes van oorlogvoering                                                                                      |
| 1899 | Verdrag van Berlijn | Verdeelt Samoa tussen de Verenigde Staten en Duitsland                                                                                         |

## 20e eeuw
| Jaar | Verdrag | Inhoud |
| ---- | --- | --- |
| 1900 | Verdrag van Parijs | Beëindigt de conflicten tussen Spanje en Frankrijk over Río Muni |
| 1901 | Bokserprotocol | Vredesverdrag tussen de Achtlandenalliantie en China na de Bokseropstand |
| 1902 | Engels-Japanse Alliantie | Alliantieverdrag tussen het Verenigd Koninkrijk en Japan |
| 1902 | Verdrag van Vereeniging | Beëindigt de Tweede Boerenoorlog. |
| 1903 | Cubaans-Amerikaans Verdrag | De Verenigde Staten leasen Guantanamo Bay voor eeuwig van Cuba |
| 1903 | Hay-Herranverdrag | Poging van de Verenigde Staten om Panama voor eeuwig te leasen van Colombia |
| 1903 | Hay-Herbertverdrag | Legt de grens tussen Alaska en Canada vast |
| 1903 | Hay-Bunau Varillaverdrag | Creëert de Panamakanaalzone |
| 1903 | Verdrag van Petrópolis | Beëindigt de spanningen tussen Bolivia en Brazilië over Acre |
| 1904 | Entente Cordiale | Koloniale afspraken tussen Engeland en Frankrijk |
| 1905 | Verdrag van Portsmouth | Beëindigt de Russisch-Japanse Oorlog |
| 1905 | Verdrag van Koivisto | Geheim defensief verdrag tussen Duitse Keizerrijk en Rusland |
| 1905 | Oktobermanifest | Gevolg van de Russische Revolutie van 1905: meer burgerrechten en instelling van de Doema |
| 1905 | Taft-Katsuraverdrag | Verdrag tussen Japan en de Verenigde Staten over de invloedssferen in Azië |
| 1905 | Eulsaverdrag | Korea wordt een protectoraat van Japan |
| 1906 | Geneefse Conventie voor de verbetering van het lot der gewonden en zieken, zich bevindende bij de strijdkrachten te velde      | Internationale afspraken over de behandeling van gewonden ter land |
| 1906 | Braziliaans-Nederlands grensverdrag                                                                                            | Legt de grens tussen Brazilië en Suriname vast |
| 1907 | Verdrag voor de vreedzame regeling van de internationale geschillen                                                            | Verdrag met betrekking tot het Permanent Hof van Arbitrage |
| 1907 | Verdrag inzake de beperking van het gebruik van geweld voor de recuperatie van aangegane schulden                              | |
| 1907 | Verdrag nopens de opening der vijandelijkheden                                                                                 | Regels die betrekking hebben op oorlogsverklaringen |
| 1907 | Verdrag nopens de wetten en gebruiken van den oorlog te land, met bijbehorend Reglement                                        | Regels met betrekking tot het voeren van oorlog |
| 1907 | Verdrag nopens de rechten en verplichtingen der onzijdige Mogendheden en personen in geval van oorlog te land                  | Regels over neutrale landen in tijd van oorlog |
| 1907 | Verdrag nopens de rechtstoestand der vijandelijke handelsvaartuigen bij den aanvang der vijandelijkheden                       | |
| 1907 | Verdrag nopens de verandering van handelsvaartuigen in oorlogsschepen                                                          | |
| 1907 | Verdrag nopens het stellen van onderzeesche zelfwerkende contact-mijnen                                                        | |
| 1907 | Verdrag nopens het bombardement door eene scheepsmacht in tijd van oorlog                                                      | |
| 1907 | Verdrag voor de toepassing op den zeeoorlog der beginselen van het Verdrag van Genève                                          | Verdrag met dezelfde inhoud als de niet-geratificeerde aanvulling van 1868 op het verdrag van Geneve van 1964.                                                                                             |
| 1907 | Verklaring nopens zekere beperkingen van de uitoefening van het buitrecht in den zeeoorlog                                     | |
| 1907 | Overeenkomst voor de oprichting van een internationaal prijzenhof                                                              | Wel ondertekend, niet geratificeerd |
| 1907 | Verdrag nopens de rechten en verplichtingen der onzijdige Mogendheden in geval van zeeoorlog                                   | |
| 1907 | Verklaring nopens het verbod om projectielen en ontplofbare stoffen uit ballons te werpen                                      | |
| 1909 | Engels-Siamees Verdrag | Legt de grens vast tussen Brits-Maleisië en Siam |
| 1910 | Japans-Koreaans Annexatieverdrag                                                                                               | Japan annexeert Korea |
| 1912 | Internationale Opiumconventie                                                                                                  | Eerste internationale verdrag tegen drugshandel |
| 1912 | Vrede van Lausanne | Beëindigt de Italiaans-Turkse Oorlog |
| 1913 | Vrede van Londen | Beëindigt de Eerste Balkanoorlog |
| 1913 | Vrede van Boekarest | Beëindigt de Tweede Balkanoorlog |
| 1913 | Verdrag van Urga | Alliantieverdrag tussen Mongolië en Tibet |
| 1915 | Pact van Londen | Italië treedt toe tot de Entente |
| 1916 | Sykes-Picotverdrag | De invloedssferen in het Midden-Oosten worden verdeeld tussen Frankrijk en het Verenigd Koninkrijk |
| 1916 | Verdrag van Boekarest | Alliantieverdrag tussen Roemenië en de Entente |
| 1917 | Lansing-Ishiiverdrag | Handelsverdrag tussen Japan en de Verenigde Staten |
| 1917 | Korfoedeclaratie | Grondslag van een Koninkrijk Joegoslavië |
| 1918 | Vrede van Brest-Litovsk | Rusland trekt zich terug uit de Eerste Wereldoorlog |
| 1918 | Vrede van Boekarest | Vredesverdrag tussen de Centralen en Koninkrijk Roemenië |
| 1918 | Verdrag van Poti | Duitse Keizerrijk erkent de Georgië en stationeert er troepen |
| 1918 | Verdrag van Batoemi | Verdrag tussen het Ottomaanse Rijk en Armenië, Azerbeidzjan en Georgië waarmee betwist territorium wordt verdeeld en de landen feitelijk erkend worden                                                     |
| 1918 | Tweede Frans-Monegaskische Verdrag                                                                                             | Lost de Monegaskische Erfopvolgingskwestie op |
| 1918 | Wapenstilstand van Mudros | Beëindigt de vijandelijkheden tussen de Entente en het Ottomaanse Rijk |
| 1919 | Verdrag van Saint-Germain | Ontbinding van Oostenrijk-Hongarije |
| 1919 | Verdrag van Versailles | Beëindigt de Eerste Wereldoorlog |
| 1919 | Faisal-Weizmannakkoord | Joods-Arabische samenwerking in het Midden-Oosten |
| 1919 | Vrede van Rawalpindi | Beëindigt de Derde Brits-Afghaanse Oorlog |
| 1920 | Vrede van Tartu | Legt de grens vast tussen Rusland en Estland |
| 1920 | Spitsbergenverdrag | Spitsbergen komt onder Noors gezag |
| 1920 | Verdrag van Moskou | Rusland erkent Georgië als onafhankelijke staat |
| 1920 | Verdrag van Trianon | Verdrag tussen de geallieerden en Hongarije |
| 1920 | Verdrag van Brno | Verdrag tussen Oostenrijk en Tsjecho-Slowakije |
| 1920 | Verdrag van Sèvres | Vredesverdrag tussen de geallieerden en het Ottomaanse Rijk |
| 1920 | Verdrag van Riga | Rusland erkent Letland als onafhankelijke staat |
| 1920 | Verdrag van Parijs | Vereniging van Bessarabië en Roemenië |
| 1920 | Vrede van Tartu | Legt de grenzen tussen Rusland en Finland vast |
| 1920 | Verdrag van Rapallo | Legt de grens vast tussen Italië en Joegoslavië) |
| 1920 | Vrede van Alexandropol | Beëindigt de Turks-Armeense Oorlog |
| 1921 | Frans-Pools Verdrag | Alliantieverdrag tussen Frankrijk en Polen |
| 1921 | Anglo-Iers Verdrag | Maakt een einde aan de Ierse Onafhankelijkheidsoorlog |
| 1921 | Vrede van Riga | Beëindigt de Pools-Russische Oorlog. |
| 1921 | Thomson-Urrutiaverdrag | Colombia erkent de onafhankelijkheid van Panama |
| 1921 | Verdrag van Berlijn | Vredesverdrag tussen de Verenigde Staten en Duitsland |
| 1921 | Verdrag van Kars | Vriendschapsverdrag tussen Turkije en Armenië, Azerbeidzjan en Georgië |
| 1921 | Verdrag van Ankara | Beëindigt de Cilicische Oorlog tussen Frankrijk en Turkije |
| 1921 | Russisch-Perzisch Vriendschapsverdrag                                                                                          | Zowel Perzië als Rusland erkennen vrije doorvaart van elkaars schepen op de Kaspische Zee |
| 1921 | Verdrag van Moskou | Vriendschapsverdrag tussen Turkije en Rusland |
| 1922 | Vlootverdrag van Washington | Poging tot voorkoming van een maritieme wapenwedloop tussen een aantal grote mogendheden |
| 1922 | Verdrag van Rapallo | Duitsland erkent de Sovjet-Unie |
| 1923 | Vrede van Lausanne | Beëindigt de Grieks-Turkse Oorlog en stelt de grenzen van Turkije vast |
| 1923 | Halibutverdrag | Visvangstverdrag aangaande de noordelijke Stille Oceaan tussen de Verenigde Staten en Canada |
| 1924 | Verdrag van Rome | Herziening van het Verdrag van Rapallo, herziet de grenzen tussen Italië en Joegoslavië |
| 1925 | Verdrag van Locarno | Een serie van zeven verdragen tussen de geallieerden en een aantal Oost-Europese landen |
| 1926 | Verdrag van Berlijn | Non-agressiepact tussen Duitsland en de Sovjet-Unie |
| 1927 | Verdrag van Djedda | Het Verenigd Koninkrijk erkent de soevereiniteit van Abdoel Aziz al Saoed over het huidige Saoedi-Arabië                                                                                                   |
| 1928 | Briand-Kelloggpact | Internationaal verdrag "tot uitbanning van oorlog" |
| 1929 | Verdrag van Lateranen | Italië en Vaticaanstad erkennen elkaar wederzijds |
| 1929 | Geneefse Conventie voor de verbetering van het lot der gewonden en zieken, zich bevindende bij de strijdkrachten te velde      | Internationale afspraken over de behandeling van gewonden ter land |
| 1929 | Geneefse Conventie betreffende de behandeling van krijgsgevangenen                                                             | Internationale regels voor de behandeling van krijgsgevangenen |
| 1929 | Verdrag van Warschau | Regelt de aansprakelijkheid van de vervoerder bij internationaal luchtvervoer |
| 1930 | Verdrag van Londen | Amedering en gedeeltelijke wijziging van het Verdrag van Washington |
| 1931 | Statuut van Westminster | Regelt de verhoudingen tussen het Verenigd Koninkrijk en de Britse dominions |
| 1932 | Sovjet-Pools Niet-aanvalsverdrag                                                                                               | Door de Sovjet-Unie geschonden in 1939 |
| 1933 | Montevideo Verdrag inzake Rechten en Plichten van Staten                                                                       | Regelt afspraken tussen staten van Noord-, Midden- en Zuid-Amerika |
| 1934 | Duits-Pools Niet-aanvalsverdrag                                                                                                | Verdrag tussen nazi-Duitsland en Polen, waarbij zij afspreken conflicten door bilaterale onderhandelingen op te lossen                                                                                     |
| 1934 | Balkanpact | Griekenland, Turkije, Roemenië en Joegoslavië zeggen hun claims op elkaars grondgebied op |
| 1935 | Sovjet-Frans Niet-aanvalsverdrag                                                                                               | Verdrag tussen Frankrijk en de Sovjet-Unie met als doel de Duitse agressie in te dammen |
|      | Brits-Duits vlootverdrag | Verdrag tussen het Verenigd Koninkrijk en Duitsland waarbij Duitsland een grotere marine mocht bouwen dan in het Verdrag van Versailles bepaald                                                            |
| 1936 | Engels-Egyptisch Verdrag | Het Verenigd Koninkrijk trekt zijn troepen terug uit Egypte behalve rond het Suezkanaal |
| 1936 | Frans-Syrisch Onafhankelijkheidsverdrag                                                                                        | Frans Mandaat Syrië wordt onafhankelijk van Frankrijk |
| 1936 | Verdrag van Montreux | Turkije krijgt de zeggenschap en controle over de Bosporus en de Dardanellen |
| 1937 | Internationaal akkoord ter regulering van de walvisvangst                                                                      | Beperkt de internationale walvisvangst |
| 1937 | Verdrag van Sa'dabad | Niet-aanvalsverdrag tussen Turkije, Iran, Irak en Afghanistan |
| 1938 | Verdrag van München | Sudetenland wordt met instemming van het Verenigd Koninkrijk en Frankrijk geannexeerd door Duitsland |
| 1939 | Molotov-Ribbentroppact | Niet-aanvalsverdrag tussen de Sovjet-Unie en Duitsland |
| 1940 | Vrede van Moskou | Beëindigt de Winteroorlog |
| 1940 | Verdrag van Craiova | Roemenië staat de Zuidelijke Dobroedzja af aan Bulgarije |
| 1941 | Arcadiaconferentie Verklaring der Verenigde Volkeren                                                                           | Alliantieverdrag en de basis van de moderne Verenigde Naties. |
| 1942 | Brits-Sovjet Verdrag | Alliantieverdrag tussen het Verenigd Koninkrijk en de Sovjet-Unie |
| 1944 | Conferentie van Bretton Woods                                                                                                  | Oprichting van het IMF en de Wereldbank en herinvoering van de goudstandaard |
| 1944 | Verdrag van Vis | Poging om een coalitie te vormen tussen de Joegoslavische regering in ballingschap en de Joegoslavische partizanen                                                                                         |
| 1944 | Verdrag inzake de internationale burgerluchtvaart                                                                              | Leidt tot de oprichting van de Internationale Burgerluchtvaartorganisatie in 1947 |
| 1944 | Protocol van Londen | Voorbereiding van de verdeling van Duitsland in drie bezettingszones |
| 1945 | Conferentie van Jalta | De Geallieerden beslissen hoe de invloedssferen in Europa komen te liggen na de oorlog |
| 1945 | Conferentie van Potsdam | De Geallieerden beslissen hoe Duitsland geregeerd moet gaan worden |
| 1945 | Verdrag van Varkiza | Poging om de Griekse burgeroorlog te beëindigen |
| 1945 | Handvest van de Verenigde Naties                                                                                               | Oprichting van de Verenigde Naties |
| 1945 | Wanfriedakkoord | Uitwisseling van vijf dorpen tussen de Amerikaanse en de Sovjet-bezettingszone in Duitsland |
| 1946 | Gruber-De Gasperi-overeenkomst                                                                                                 | Zuid-Tirol blijft een deel van Italië, en Italië waarborgt een speciale status van het gebied |
| 1946 | Internationale conventie ter regulering van de walvisvangst                                                                    | Vervangt het Internationaal akkoord ter regulering van de walvisvangst |
| 1946 | Verdrag van Manilla | De Verenigde Staten erkennen de onafhankelijkheid van de Filipijnen |
| 1946 | Verdrag van Londen | Het Verenigd Koninkrijk erkent de onafhankelijkheid van Transjordanië |
| 1947 | Vrede van Parijs | Serie van vredesverdragen tussen verschillende landen die officieel de Tweede Wereldoorlog beëindigt |
| 1947 | Verdrag van Rio de Janeiro | Bondgenootschap tussen een aantal Noord- en Zuid-Amerikaanse landen |
| 1948 | Verdrag van Brussel | Militaire samenwerking tussen België, Frankrijk, Luxemburg, Nederland en het Verenigd Koninkrijk |
| 1949 | Noord-Atlantisch Verdrag | Oprichting van de NAVO |
| 1949 | Eerste Geneefse Conventie | Internationale afspraken over de behandeling van gewonden ter land |
| 1949 | Tweede Geneefse Conventie | Internationale afspraken over de behandeling van gewonden ter zee |
| 1949 | Derde Geneefse Conventie | Internationale regels voor de behandeling van krijgsgevangenen |
| 1949 | Vierde Geneefse Conventie | Internationale regels voor de bescherming van burgers tijdens oorlogen |
| 1949 | Verdrag van Den Haag | Nederland erkent de onafhankelijkheid van Indonesië |
| 1949 | Verdrag van Londen | Oprichting van de Raad van Europa |
| 1950 | Verdrag van Zgorzelec | De Duitse Democratische Republiek erkent de Oder-Neissegrens als oostgrens met Polen |
|      | Europees Verdrag tot bescherming van de rechten van de mens en de fundamentele vrijheden (EVRM)                                | Internationale afspraken tussen Europese staten over bescherming van individuele burgerrechten om in de toekomst de gruweldaden en misdaden tegen de menselijkheid van het Nazi-regime te helpen voorkomen |
| 1951 | Genocideverdrag | Internationale afspraken over de definitie en voorkoming van genocide |
| 1951 | Verdrag van San Francisco | Beëindigt officieel de Tweede Wereldoorlog tussen de geallieerden en Japan |
| 1951 | Verdrag tot oprichting van de Europese Gemeenschap voor Kolen en Staal                                                         | Oprichting van de Europese Gemeenschap voor Kolen en Staal |
| 1952 | ANZUS-verdrag | Alliantieverdrag tussen Australië, Nieuw-Zeeland en de Verenigde Staten |
| 1952 | Verdrag van Taipei | Vredesverdrag tussen Japan en de Republiek China |
| 1952 | Duitslandverdrag | Verdrag tussen Duitsland en de geallieerden waarbij Duitsland zijn soevereiniteit (beperkt) terugkrijgt |
| 1954 | Verdrag inzake de bescherming van culturele goederen in geval van een gewapend conflict                                        | Regels met betrekking tot de bescherming van cultureel erfgoed tijdens een gewapend conflict |
| 1954 | Protocol bij het Verdrag inzake de bescherming van culturele goederen in geval van een gewapend conflict                       | Facultatieve aanvulling op het cultuurgoederenverdrag van 1954 |
| 1954 | Pact van Bagdad | Bondgenootschap tussen het Verenigd Koninkrijk en een aantal staten in het Midden-Oosten |
| 1954 | Manilapact | Oprichting van de SEATO |
| 1955 | Bandungconferentie | Stimuleren van Afro-Aziatische economische en culturele samenwerking en verzet tegen het imperialisme |
| 1955 | Oostenrijks Staatsverdrag | De Geallieerde troepen trekken zich terug uit Oostenrijk |
| 1955 | Simonstownakkoord | De Royal Navy geeft het commando over de marinebasis Simonstad over aan Zuid-Afrika |
| 1955 | Warschaupact | Alliantieverdrag tussen een aantal Oostbloklanden |
| 1957 | Verdrag tot oprichting van de Europese Economische Gemeenschap                                                                 | Oprichting van de Europese Economische Gemeenschap |
| 1957 | Verdrag tot oprichting van de Europese Gemeenschap voor Atoomenergie                                                           | Oprichting van de Europese Gemeenschap voor Atoomenergie |
| 1959 | Verdrag inzake Antarctica | Regelt de internationale relaties ten aanzien van Antarctica |
| 1960 | Veiligheidsverdrag tussen Japan en de Verenigde Staten                                                                         | De Verenigde Staten verzekeren de veiligheid van Japan in geval van nood |
| 1960 | Indus-Waterverdrag | Regelt de waterverdeling tussen India en Pakistan |
| 1960 | Verdrag van Montevideo | Oprichting van de Latijns-Amerikaanse Integratie-organisatie |
| 1960 | Zürich en Londenakkoord | Onafhankelijkheid van Cyprus |
| 1961 | Columbiaverdrag | Verdrag tussen de Verenigde Staten en Canada over de ontwikkeling van waterkrachtcentrales in de Columbia                                                                                                  |
| 1961 | Verdrag van Wenen inzake diplomatiek verkeer                                                                                   | Internationaal diplomatiek verdrag |
| 1961 | Vooruitgangsalliantie | Poging tot economische samenwerking tussen Noord- en Zuid-Amerika |
| 1962 | Nassau-overeenkomst | Getekend tussen John F. Kennedy en Harold Macmillan |
| 1963 | Nucleair testverdrag | Internationaal verbod op nucleaire testen |
| 1963 | Frans-Duits Vriendschapsverdrag                                                                                                | Frans-Duits verdrag |
| 1963 | Conventie van Straatsburg | Harmonisatie van octrooiwetten tussen een aantal Europese landen |
| 1965 | Japans-Koreaans Basisverdrag                                                                                                   | Beschrijft de basisrelatie tussen Japan en de Republiek Korea |
| 1965 | Fusieverdrag | Oprichting van de Europese Gemeenschappen; voorzag in één Commissie en één Hof van Justitie voor alle drie de Gemeenschappen (EGKS, EEG en Euratom)                                                        |
| 1967 | ASEAN-verklaring | Oprichting van de ASEAN |
| 1967 | Ruimteverdrag | Verbiedt het plaatsen van kernwapens in de ruimte |
| 1967 | Verdrag van Tlatelolco | Latijns-Amerika en het Caribisch Gebied verplichten zich kernwapenvrij te blijven |
| 1967 | WIPO-conventie | Oprichting van de Wereldorganisatie voor de Intellectuele Eigendom |
| 1968 | Non-proliferatieverdrag | Beperkt het bezit van kernwapens |
| 1969 | Verdrag van Wenen inzake het verdragenrecht                                                                                    | Codificeert het volkenrechtelijk gewoonterecht met betrekking tot de uitleg van verdragen |
| 1969 | Arusha-overeenkomst | Haalt de economische banden aan tussen de Europese Gemeenschap en Kenia, Uganda en Tanzania; wordt van kracht in 1971.                                                                                     |
| 1969 | Verdrag van de Cuenca de la Plata                                                                                              | Een handelsverdrag tussen de Zuid-Amerikaanse landen Argentinië, Bolivia, Paraguay en Uruguay. |
| 1970 | Octrooisamenwerkingsverdrag | Harmoniseert en stroomlijnt octrooiverleningsprocedures |
| 1970 | Verdrag van Moskou | Eerste stap in de Neue Ostpolitik van de Bondsrepubliek Duitsland |
| 1970 | Verdrag van Warschau | De Bondsrepubliek Duitsland erkent de Oder-Neissegrens tussen Duitsland en Polen |
| 1971 | Conventie van Ramsar | Internationale overeenkomst inzake watergebieden |
| 1972 | ABM-verdrag | Verdrag tussen de Verenigde Staten en de Sovjet-Unie over de beperking van het gebruik van antiballistische raketten                                                                                       |
| 1972 | Grundlagenvertrag | Normaliseert de betrekkingen tussen de Bondsrepubliek en de DDR |
| 1972 | Verdrag biologische wapens | Internationaal verdrag dat de ontwikkeling, de productie en het aanleggen van voorraden van bacteriologische (biologische) en toxinewapens verbiedt                                                        |
| 1972 | Verdrag inzake de voorkoming van verontreiniging van de zee ten gevolge van het storten van afval en andere stoffen            | Internationaal verdrag om afvaldumping door schepen, vliegtuigen en boorplatformen in de oceanen te beperken                                                                                               |
| 1972 | Chinees-Japans Verdrag | De Volksrepubliek China en Japan knopen diplomatieke betrekkingen met elkaar aan |
| 1972 | Verdrag van Shimla | Normaliseert de betrekkingen tussen India en Pakistan na de Eerste en Tweede Kasjmiroorlog en de Bangladeshoorlog                                                                                          |
| 1973 | Europees Octrooiverdrag | Vormt de basis voor het opzetten van het Europees Octrooibureau |
| 1973 | Parijse vredesakkoorden van 1973                                                                                               | Formaliseert de terugtrekking van de Amerikaanse troepen uit Vietnam |
| 1973 | Verdrag van Vientiane | Wapenstilstand tussen het regeringsleger van Laos en de communistische Pathet Lao |
| 1974 | Threshold Test Ban Treaty | Verdrag tussen de Verenigde Staten en de Sovjet-Unie over ondergrondse kernproeven boven 150 kiloton |
| 1975 | Verdragen van Osimo | Verdeelt de vrije zone Triëst tussen Italië en Joegoslavië |
| 1975 | Verdrag van Lagos | Oprichting van de ECOWAS |
| 1975 | Toescheidingsovereenkomst | Regelt de nationaliteitsaspecten van de onafhankelijkheid van Suriname |
| 1977 | Torrijos-Carterverdragen | Schort het Hay-Bunau Varillaverdrag op garandeert Panamese zeggenschap over de Panamakanaalzone na 1999 |
| 1977 | Protocol van Londen | Ook bekend als de Conventie van Londen. Beperkt het lozen van afval en andere stoffen in de oceanen |
| 1977 | Eerste Aanvullend Protocol bij de Conventies van Genève                                                                        | Aanvulling op de Geneefse verdragen van 1949 die betrekking heeft op de bescherming van de slachtoffers van internationale gewapende conflicten                                                            |
| 1977 | Tweede Aanvullend Protocol bij de Conventies van Genève                                                                        | Aanvulling op de Geneefse verdragen van 1949 die betrekking heeft op de bescherming van de slachtoffers van niet-internationale gewapende conflicten                                                       |
| 1978 | Camp David-akkoorden | Egypte erkent Israël |
| 1979 | Israëlisch-Egyptisch Vredesverdrag                                                                                             | Wederzijdse erkenning; Israël trekt zich terug uit de Sinaï en krijgt vrije doorgang door het Suezkanaal                                                                                                   |
| 1979 | Maanverdrag | Bepaalt dat hemellichamen en de ruimte onder het internationaal recht vallen |
| 1979 | Verdrag van Montevideo | Argentinië en Chili beloven een vreedzame oplossing van het grensconflict over het Beaglekanaal |
| 1984 | Nkomati-akkoord | Niet-aanvalsverdrag tussen Mozambique en Zuid-Afrika |
| 1984 | Argentijns-Chileens Verdrag | Regelt een grensconflict over de eilandengroep Picton, Lennox en Nueva |
| 1984 | Verdrag van Oujda | Een "unie van staten" tussen Marokko en Libië. |
| 1985 | Verdrag van Schengen | Maakt vrij verkeer van personen tussen een aantal landen EU-landen mogelijk |
| 1985 | Verdrag van Rarotonga | Oceanië en Australië zijn en blijven kernwapenvrij gebied |
| 1987 | Europese Akte | Wijzigde de EGKS-, EEG- en Euratom-verdragen, en richtte de Europese Politieke Samenwerking op. |
| 1987 | Intermediate-Range Nuclear Forces-verdrag                                                                                      | De Verenigde Staten en de Sovjet-Unie spreken af dat nucleaire en conventionele raketten en kruisraketten met een bereik van 500 tot 5500 kilometer vernietigd moeten worden                               |
| 1989 | Montrealprotocol | Internationaal verdrag ter bescherming van de ozonlaag |
| 1990 | Twee-plus-vier-verdrag | Regelt de Duitse hereniging |
| 1991 | Akkoord van Brioni | Beëindigt de Tiendaagse Oorlog in Slovenië |
| 1991 | Verdrag van Asunción | Oprichting van de Mercosur |
| 1992 | Klimaatverdrag | Internationaal verdrag ter voorkoming van klimaatverandering |
| 1992 | Verdrag van Maastricht | Wijzigde de EGKS-, EEG- en Euratom-verdragen; invoering pijlerstructuur; oprichting van de Europese Unie                                                                                                   |
| 1993 | Oslo-akkoorden | Gesloten tussen Israël en de PLO; eerste stap in de oplossing van het Palestijnse vraagstuk |
| 1993 | Verdrag chemische wapens | Verbiedt de productie, het in voorraad hebben en het gebruik van chemische wapens |
| 1994 | Israëlisch-Jordaans Vredesverdrag                                                                                              | Normaliseert de betrekkingen tussen Israël en Jordanië |
| 1994 | Noord-Amerikaanse Vrijhandelsovereenkomst                                                                                      | Oprichting van een vrijhandelszone tussen Canada, de Verenigde Staten en Mexico |
| 1994 | VN-Zeerechtverdrag | Internationaal verdrag dat het gebruik van natuurlijke hulpbronnen regelt en milieuverontreiniging tegengaat                                                                                               |
| 1994 | Verdrag van Belém do Pará | Vrouwenrechtenverdrag van de Organisatie van Amerikaanse Staten, vooral inzake geweld tegen vrouwen en discriminatie van vrouwen                                                                           |
| 1995 | Verdrag van Dayton | Beëindigt de Bosnische Burgeroorlog |
| 1995 | Algemene Overeenkomst betreffende de handel in diensten                                                                        | Liberalisering van dienstverrichtingen binnen de Wereldhandelsorganisatie |
| 1996 | Alomvattend kernstopverdrag | Verbiedt alle kernwapenexplosies in elke omgeving, zowel voor militaire als civiele doelen |
| 1996 | Chasavjoertakkoord | Wapenstilstand in de Eerste Tsjetsjeense Oorlog |
| 1997 | Ottawa-conventie | Verbiedt het gebruik, de productie en de opslag van landmijnen |
| 1997 | Verdrag van Amsterdam | Wijzigingverdrag van de Europese Gemeenschappen. |
| 1997 | Kyoto-protocol | Protocol bij het Klimaatverdrag dat de reductie van de uitstoot van broeikasgassen regelt. |
| 1998 | Goedevrijdagakkoord | Belangrijke stap in het vredesproces in Noord-Ierland |
| 1998 | Statuut van Rome inzake het Internationaal Strafhof                                                                            | Oprichting van het Internationaal Strafhof |
| 1999 | Tweede protocol bij het Haags Verdrag van 1954 inzake de bescherming van culturele goederen in geval van een gewapend conflict | Facultatieve aanvulling op het cultuurgoederenverdrag uit 1954 |

## 21e eeuw
| Jaar | Verdrag                                                    | Inhoud |
| ---- | ---------------------------------------------------------- | --- |
| 2000 | Verdrag van Djedda                                         | Regelt een grensconflict tussen Saoedi-Arabië en Jemen                                                                |
| 2000 | Protocol van Londen                                        | Ook bekend als de Overeenkomst van Londen. Beperkt het aantal benodigde vertalingen van Europese patenten             |
| 2001 | Chinees-Russisch Vriendschapsverdrag                       | Twintigjarig strategisch verdrag tussen China en Rusland                                                              |
| 2001 | Verdrag van Nice                                           | Herziening van de oprichtingsverdragen van de Europese Unie                                                           |
| 2002 | Akkoord van Gbadolite                                      | Poging om de Congolese Burgeroorlog te beëindigen                                                                     |
| 2002 | Pretoria-akkoord                                           | Rwanda trekt zijn troepen terug uit Congo                                                                             |
| 2002 | Verdrag van Moskou                                         | De Verenigde Staten en Rusland leggen hun kernwapenarsenaal aan banden                                                |
| 2003 | Verdrag tot toetreding (2003)                              | Toetreding van Cyprus, Estland, Hongarije, Letland, Litouwen, Malta, Polen, Slovenië, Slowakije en Tsjechië tot de EU |
| 2003 | Maputo-Protocol                                            | Vrouwenrechtenverdrag van de Afrikaanse Unie                                                                          |
| 2005 | Verdrag tot toetreding (2005)                              | Toetreding van Bulgarije en Roemenië tot de EU                                                                        |
| 2005 | Derde Aanvullend Protocol bij de Conventies van Genève     | Aanvulling op de Geneefse verdragen van 1949 inzake de ingebruikname van een bijkomend onderscheidend symbool         |
| 2007 | Verdrag van Lissabon                                       | Hervorming van het bestuur van de Europese Unie                                                                       |
| 2008 | Oprichtingsverdrag van de Unie van Zuid-Amerikaanse Naties | Oprichting van de UZAN                                                                                                |
| 2011 | Verdrag tot toetreding (2011)                              | Toetreding van Kroatië tot de Europese Unie.                                                                          |
| 2011 | Istanbul-Conventie                                         | Verdrag van de Raad van Europa ter bestrijding van geweld tegen vrouwen en huiselijk geweld                           |
| 2017 | Verdrag inzake het verbod op kernwapens                    | Totaalverbod op kernwapens                                                                                            |